# 騎士龍戰隊龍裝者
《騎士龍戰隊龍裝者》是由日本東映製作的《超級戰隊系列》第43部特攝作品。於2019年（平成31年）3月17日至2020年3月1日期間每週日上午9時30分在朝日電視台首播。

## 作品特色
- 為平成時代兼2010年代的最後一部《超級戰隊系列》電視劇集作品[3]。
- 繼《超獸戰隊生命人》後，睽違超過30年後第二部橫跨兩個日本年號的超級戰隊作品。
- 繼《JAKQ電擊隊》、《戰鬥狂熱 J》、《電擊戰隊變化人》、《獸電戰隊強龍者》以及《快盜戰隊魯邦連者VS警察戰隊巡邏連者》的警察戰隊巡邏連者後，第六次沒有黃色戰士設定之初期成員的戰隊。
- 繼《超新星閃光人》、《光戰隊覆面人》、《恐龍戰隊獸連者》、《五星戰隊大連者》、《忍者戰隊隱連者》、《星獸戰隊銀河人》、《未來戰隊時間連者》[4]、《天裝戰隊護星者》、《動物戰隊獸王者》及《宇宙戰隊九連者》後，第十一次初期成員的角色名不設姓氏[5][6]。
- 繼《炎神戰隊轟音者》、《獸電戰隊強龍者》、《宇宙戰隊九連者》後，第四次初期成員同時出現綠黑戰士的作品。
- 繼《恐龍戰隊獸連者》、《爆龍戰隊暴連者》以及《獸電戰隊強龍者》後，第四次採用「恐龍」作為主題的戰隊，同時為所有成員首次採用「騎士」作為要素的戰隊。
- 採用26年前《五星戰隊大連者》、25年前《忍者戰隊隱連者》、10年前《侍戰隊真劍者》和4年前《手裏劍戰隊忍忍者》這四作當中戰士的身份皆為代代相傳的設定。
- 繼《激走戰隊車連者》後，睽違23年後再次將首播日期設定為三月開始播放。
- 繼《電磁戰隊百萬連者》後，睽違22年後再次以黑色戰士設定為最年長的初期成員。
- 繼《百獸戰隊牙吠連者》、《魔法戰隊魔法連者》後，第三次敵方幹部皆是以分段的方式出現的編制。
- 繼《獸拳戰隊激氣連者》後，再次出現改邪歸正的輔助戰士。
- 繼《百獸戰隊牙吠連者》、《特搜戰隊刑事連者》、《特命戰隊Go Busters》、《獸電戰隊強龍者》、《烈車戰隊特急者》、《手裏劍戰隊忍忍者》及《宇宙戰隊九連者》後，第八次敵方首領沒有在故事初期登場，而是隨著故事發展甚至到後期才正式登場。
- 繼《魔法戰隊魔法連者》後，睽違14年後再次出現無語言能力的怪人[7]。巧合的是，兩作的片頭曲及片尾曲均分別由男歌手及女歌手演唱。
- 繼《魔法戰隊魔法連者》、《獸拳戰隊激氣連者》、《獸電戰隊強龍者》、《烈車戰隊特急者》、《動物戰隊獸王者》和《宇宙戰隊九連者》後，第七次出現紫色戰士。
- 繼《宇宙戰隊九連者》後再次出現非人類為變身者的設定。
- 初期成員顔色組合與6年前的《獸電戰隊強龍者》完全相同[8]。
- 基於有不少元素風格跟6年前《獸電戰隊強龍者》相似，故此被網友們吐槽為強龍者續集。
- 繼《手裏劍戰隊忍忍者》後，睽違4年後第二次以五個漢字作為標題命名的電視版戰隊。
- 繼3年前的《動物戰隊獸王者》後再次不使用者來命名。
- 繼《超力戰隊王連者》後，睽違24年後再次出現每位初期戰隊成員均有以其為主體的合體機械人的形態[9]。
- 繼《五星戰隊大連者》、《忍者戰隊隱連者》、《超力戰隊王連者》、《激走戰隊車連者》、《電磁戰隊百萬連者》、《未來戰隊時間連者》、《爆龍戰隊暴連者》、《魔法戰隊魔法連者》、《炎神戰隊轟音者》、《侍戰隊真劍者》、《特命戰隊Go Busters》、《手裏劍戰隊忍忍者》、《動物戰隊獸王者》、《宇宙戰隊九連者》和《快盜戰隊魯邦連者VS警察戰隊巡邏連者》後再次出現由紅戰士專屬的戰鬥機器人。
- 飾演師傅的三位演員皆參演過電視劇版《美少女戰士》，另外也參與過《假面騎士系列》的演出。
- 怪人是超級戰隊史上首次從人類身上誕生[10]並無打爆怪人的設定，而是怪人吸取人類的能量自行巨大化。正因如此，本作亦是超級戰隊史上首次沒有合體必殺技的設定。
- 《超級戰隊系列》史上首套沒有旁白的作品[11]。
- 超級戰隊出現史上首次棕色戰士，但因為在劇情結局階段登場，所以歸類為輔助戰士。
- 機器人的控制權首次出現無需集齊人數來控制機器人的設定。
- 機器人的駕駛室首次出現以鏡像的形式呈現[12]。
- 單元劇的女角色都曾參與過《假面騎士系列》作品。
- 幹部怪人都曾擔任過《超級戰隊系列》作品的聲優。
- 繼《獸電戰隊強龍者》的多林後，睽違6年後再有追加戰士陣亡情節[13]。
- 繼前作《快盜戰隊魯邦連者VS警察戰隊巡邏連者》之後者後，再次以綠色戰士設定為最年輕的初期成員。
- 因播映完畢之際，又迎來新型冠狀病毒在日本的衝擊，導致原本將在2020年7月12日公開演出的舞台劇，改以限量版光碟的發售取代，加上官方又宣佈，隔年春季再開啟多一部專屬劇場版，和《魔進戰隊煌輝者》和《機界戰隊全界者》的專屬劇場版放在一起播映。
- 與後作《魔進戰隊煌輝者》同樣兼為擁有兩部獨立劇場版作品的《超級戰隊系列》作品。

## 故事概要
在過去...使用著太古的恐龍之力與宿敵・德魯伊東族（ドルイドン族）戰鬥的戰士們。其名為『龍裝者』。
他們騎乘著搭檔恐龍的『騎士龍』，並以靈魂中所寄宿的『龍裝魂』每日展開遼闊般熾烈的戰鬥...
- 時間流轉至現代 -
和平的世界使得『騎士龍』們的強大力量因此封印沉睡，直到德魯伊東族的再臨而逐漸甦醒...
前所未有的超級戰隊即將嶄開序幕！

## 登場角色

### 騎士龍戰隊龍裝者
使用傳說中的騎士龍和隱藏其力量的龍裝魂戰鬥的正義的騎士。自6500萬年前的古代以來一直保護著騎士龍神殿的龍裝族的後裔。
向／ 龍裝紅
演：一之瀨颯／小嶋朔太郎（童年）
「勇猛的騎士」，天生擁有戰士才能的龍裝族青年。擁有旺盛好奇心、無所畏懼且開朗的性格。戰鬥時毫不畏懼，勇猛善戰。師傅為Master Red。於第1話登場。
為了成為能夠獨當一面並守護族人所居村子裡的神殿的龍裝者，而在Master Red的手下修行著。
第1話說明日奈的蠻力可以打倒敵人，明日奈爆怒的講：「你講我蠻力」而把向推到非常遠的山崖邊。
第2話一起跟諦人和明日奈離開村子，踏上尋找長老說的先離開村子的龍裝者。
第3話因負恐獸一直說著「看我」，而向就看著負恐獸的眼睛而遭到負恐獸石化，之後被萬羽使用潤龍魂後解除石化。
第4話向為了讓兄弟倆加入陣營，偷拿了龍井博士的神殿地圖，向知道兄弟倆在找騎士龍，後與飛羽打賭，贏了地圖給他們，輸了和向成為夥伴，後與飛羽進行比賽，此比賽很無厘頭，最後比賽無結果，後將此比賽用於戰鬥中，順利找到綠、黑騎士龍。
第7話時證實其年齡已達209歲，而且因為一直未有負恐獸出現的關係而一直未有離開村落見世面。
第9話中得知其夢想是想要看到更為寬廣的世界，於寶箱怪負恐獸中許願並未達成夢想。
第11話在蜃負恐獸散發的迷霧中向和明日奈先後攻擊德倫兵結果德倫兵只是幻影其實都是諦人，後諦人詢問「你們是故意的嗎？」，兩人有默契的回答「當然不是啊」。
第12話巨大戰中負恐獸先後變成羽依和明日奈的幻影，讓向下不了手攻擊，後負恐獸變成諦人的幻影，而向二話不說就砍了下去，後對諦人解釋認為都出現兩次的幻影了，不可能會有第三次。
第15話遭到負恐獸攻擊產生磁力，與其他4人產生相斥，根據克雷昂說法與向感情越深厚，相斥力就越大，會彈的更遠，而明日奈是4人當中最遠的。
第19話因上了德魯伊東族的當，在學校違反了破壞公務的規則和明日奈一起被負恐獸關進某間教室。
第22話為了追殺負恐獸而落入死者世界，並於即刻被坦克喬殺死之時遭閃耀伶盜龍救走，並於回到現時從空中掉落被明日奈一手公主抱抱住，並發現自己已經得到閃耀龍魂。
第23話得知擁有聽見龍裝魂聲音的能力，因此為六人當中找到最多龍裝魂的人。
第25話與明日奈一起觀看克雷昂的影片，靈魂差點被吸走，後經諦人的救援靈魂沒被吸走。
第26話得知小時候有著因為希望比別人強而很容易變得暴戾的缺點，大師紅從另一個村落帶來明日奈加入修行，向因明日奈的關係改變自己暴戾的缺點，因為向想要保護明日奈，所以是明日奈抑制住向的缺點。
第27話去井底找小不點袋鼠龍，但因迦基雷斯的攻擊，導致井底崩塌，而被壓在井底下，後被諦人使用拳擊魂救出。
第28話因明日奈遭到巴力西卜負恐獸的寄生而倒下，認為自己沒保護好明日奈而相當自責，後使用拳擊魂順利將巴力西卜負恐獸逼出體外，成功救回明日奈，相當開心。
第30話中非常相信洋，但卻被洋從背後砍了一刀，倒地不起。
第32話他主動引誘鎧裝具的裝甲附在自己身上，從而於阿洋的記憶中得知他想成為龍裝者的心願以及背後對龍裝族抱負的高尚情操，故此認同了阿洋，並在完全被鎧甲吞噬前引傑克南瓜燈負恐獸吸收他身上鎧裝具的怨念以救回阿洋並淨化了鎧甲。
第33話接收了阿洋的靈魂意志及鎧裝具的力量，獲得了極限龍裝變身器、極限龍裝魂，並且強化變身成最強的騎士-極限龍裝紅，隨後擊敗了烏登。
第35話前往長老所說的試煉的斷崖進行試煉，進入到試煉的場地，遇到Master Red後與變成極限龍裝紅的Master Red發生戰鬥，於戰鬥中獲得戰鬥的技巧，並成功獲得勢鬥的合格認證。
第37話變身成極限龍裝紅騎上搭檔暴龍的背並且合作打倒敵人，順利救出被擄走的谷口母子。
第38話中與金浪一起進入到天空的神殿中，經歷了各項試煉之後，獲得了神殿的精靈-尤諾的認可，順利從石頭中拔出龍裝聖劍，並且變身成究極的騎士-貴族龍裝紅，與金浪合作將巨大化的負恐獸擊斃。
第42話在電腦螢幕前看到明日奈和金浪的表演，在金浪喝下毒藥時很平淡的說「金浪不能喝」，後在明日奈也喝下毒藥時，心情非常的激動大喊「明日奈！」，激動到把電腦螢幕都抱起來了，但後來知道兩人只是演的，鬆了一口氣。
第44話與明日奈一起戰鬥，在明日奈受到攻擊時，擋在明日奈前面後來整個人用身體護住明日奈，之後互相保護對方的後背，並且對明日奈說「我對明日奈非常的信任」。
第45話偽裝成沙登接近普利夏斯，趁普利夏斯不防，用劍砍斷普利夏斯的手並且成功取回黑大師的心臟。
第46話與明日奈一起進入地下洞穴，為了解除結界，但被普利夏斯阻止了，看到明日奈從牆壁拆下一塊石頭震驚不已，後來被普利夏斯打趴了，後因勢鬥的幫助順利解除結界。
最終話前往試煉的斷崖，並且回到村落找長老，後來回到明日奈所建立的學校，稱讚了明日奈建立學校，與明日奈、金浪一起守護村落。
諦人／ 龍裝藍
演：綱啓永／川尻拓弥（童年）
「睿智的騎士」，龍裝族的藍髮少年騎士，戰鬥實力為初期三人組當中最弱，但亦是三人組當中最聰明的一個。師傅為Master Blue。於第1話登場。
性格方面亦不願認輸，只要見過一次就不會忘記。同樣，面對輸過一次的對手，就不會再輸第二次。
話雖如此，但對於初次見到的事很怯弱，有時還會在實戰中靜觀戰況，也因此非常羨慕打前鋒的向。
似乎不太受部分騎士龍喜歡，如長劍三角龍初登場時對其不瞅不睬，而搭檔暴龍則直接鄙視其，原因只是看其不順眼。不過隨著長時間相處，部分騎士龍已經開始慢慢接受其。
第2話一起跟向和明日奈離開村子，踏上尋找長老說的先離開村子的龍裝者。
第9話三人一起練習新的戰鬥陣型，可是諦人跟向和明日奈的立場不一樣，向和明日奈遇到事情就是行動，可是諦人只要遇到事情都是先考慮，明日奈說如果你一個人什麼都不行。
第12話巨大戰中負恐獸變成自己的幻影，告訴向說「那不是我，不要在迷茫了」，但諦人說都還沒說完，向就直接砍下去了，讓諦人非常沮喪。
第15話因磁力的關係與向發生相斥的現象，從東京都彈到北海道。
第23話識破了假扮成乙的懷茲魯，因阿乙對自己的稱呼有所不同而遭識破，並順利從懷茲魯手中搶回實願魂。
第31話受到負恐獸的影響，導致身體自己跳舞並且笑的不停，後被金浪使用眠龍魂，進入沈睡的狀態。
第32話受到狂暴化的乙吐槽他的外表而導致內心受創。
第35話前往長老所說的試煉的斷崖進行試煉，進行勇氣的試煉，於高空中走過隱形的橋，獲得勢鬥的合格認證。
第42話中被躲在小房間的負恐獸控制，被強迫跳舞。
第44話中用聰明的頭腦救回了被抓走的乙。
最終話與乙和龍井博士一起踏上考古研究，並且找到了史前遺跡，懷疑還有未被解除封印的騎士龍。
明日奈／ 龍裝粉紅
演：尾碕真花／藤本江奈（童年）
「剛健的騎士」，於龍裝族中一個高貴的家庭出身，擁有能夠看穿事物本質的直感，卻不太會看發言的時機，有時還會有誤打誤撞的好運氣。
初期三人組中力氣最大，但作為女孩子對這件事有一點害羞。師傅為Master Pink。於第1話登場。
第1話因爆怒把向推到非常遠的山崖邊，展現出力氣非常大的一面。
第2話一起跟向和諦人離開村子，踏上尋找長老說的先離開村子的龍裝者。
第3話知道羽依想自殺，好讓負恐獸消失，但遭明日奈阻止，明日奈告訴羽依「羽依是朋友」，讓羽依想起之前向告訴萬羽的同樣一句話 。
第4話與萬羽一起尋找騎士龍，當中明日奈詢問萬羽「你們兄弟倆感情很好嗎？」而被萬羽無視，嘟著嘴心想「為何不理我」。
第7話再次展現出力氣非常大的一面，一手就把石頭捏碎，後為了不讓別人知道使用逆轉魂把石頭回復成原來的狀態，之後轉移話題。
第8話時得知她是音痴，故此以往村落的慶典中她只能擔任太鼓手。
第9話中得知她是大胃王，於寶箱怪負恐獸中吃了許多烤肉，吃到整個人趴在桌上還在吃。
第10話中根據向的說法明日奈從小就有著讓人出乎意料之外的能力，本話片頭和巨大戰皆出現出乎意料之外的事情。
第11話在蜃負恐獸散發的迷霧中向和明日奈先後攻擊德倫兵結果德倫兵只是幻影其實都是諦人，後諦人詢問「你們是故意的嗎？」，兩人有默契的回答「當然不是啊」。
第15話因磁力的關係與向發生相斥的現象，從東京都彈到沖繩縣。
第19話因上了德魯伊東族的當，在學校違反了破壞公務的規則和向一起被負恐獸關進某間教室，後於危急時刻保護了小朋友，並說「姐姐我可是很強壯的」。
第21話購物回家途中，遇到了復活的Master Pink，開心的抱住Master Pink，相當驚訝。
第22話被Master Pink評論雖然是她的眾多弟子當中最笨拙的一個，但她強大的內心、於惡劣壞境中不會說泄氣話並樂觀面對的心態為其一大優點，亦是為何Master Pink選定她為繼承人的原因。
第25話與向一起觀看克雷昂的影片，靈魂差點被吸走，後經諦人的救援靈魂沒被吸走。
第26話根據諦人的回憶得知明日奈本身是由大師紅從另一村落帶來並加入修行。
第28話因遭巴力西卜負恐獸寄生而倒下，並於向要使用拳擊魂時告訴向說「我將生命託付給向了」，接著向利用拳擊魂向明日奈的心臟部分作出孤注一擲的打擊成功將負恐獸逼出體外，後於康復後認為向是值得依靠、信任的。
第30話遭到負恐獸攻擊，導致眼睛睜不開，後經向使用炫目魂後，眼睛才得以恢復。
第31話受到負恐獸的影響，導致身體自己跳舞並且笑的不停，後被金浪使用眠龍魂，進入沈睡的狀態。
第35話前往長老所說的試煉的斷崖進行試煉，進行速度的試煉，捕捉空氣中高速飛行的蟲子後，獲得勢鬥的合格認證。
第37話中唯獨只有她能夠聽到負恐獸發出的導彈聲音，之後使用拳擊魂將負恐獸從地底中打出但是負恐獸已經巨大化了。
第39話因蛋糕被負恐獸變成鍵球拍，相當的不爽，後在諦人的計畫下，打扮成聖誕老人，故意被德倫兵抓走，以找到被擄走的聖誕老人。
第42話被躲在小房間的負恐獸控制，與金浪演出「羅密歐與茱麗葉」，當中詐騙懷茲魯，讓他以為真的喝下了毒藥，其實只是辛辣的飲料而已。
第44話與向一起戰鬥，因向保護了她很擔心向，向對明日奈說「沒事的」，之後互相保護對方的後背，因向「對明日奈說對她很信任」，所以明日奈回說「我也對向非常的信任」。
第45話中當大家在想辦法如何解決埃拉斯的時候，說出「就像要移植盆栽一樣，用力拔起來就好」，此方法諦人覺得沒那麼簡單，但向卻認同了明日奈。
第46話與向一起進入地下洞穴，為了解除結界，但被普利夏斯阻止了，並且從牆壁拆下一塊石頭當作盾牌，但也被普利夏斯破壞了，後稱勢鬥變身的鎧裝具為「龍裝褐」，在勢鬥牽制住普利夏斯的時候，要向快點解除結界。
最終話在村落建造了一所學校，並且把師父教導的事物，教導給下一代的學生，在學校裡告訴向說「想要建立一個可以讓大家回來的地方」，並且與向、金浪一起守護村落。
飛羽／ 龍裝綠
演：小原唯和
「疾風的騎士」，由擁有不輸給向才能的飛羽所變身。在速度方面不輸給任何人，但由於他是個溫柔的平和主義者，所以不太能百分百發揮自身的能力。於第1話結尾時被長老提起，第3話正式登場。
仰慕著作為哥哥的萬羽，只要是哥哥的話都會聽進去，但比起哥哥萬羽他比較願意接納向等人。
第2話結尾時被勢鬥發現。
第4話與向比賽為了得到神殿地圖，贏了把神殿地圖給他們，輸了和向成為夥伴，後與向進行比賽，此比賽很無厘頭，最後比賽無結果，後將此比賽用於戰鬥中，順利找到綠、黑騎士龍。
第5話遭到負恐獸襲擊而中毒，隨後因毒性發作而倒下，後被長老製作的解毒劑所救。
第15話因磁力的關係與向發生相斥的現象，從東京都彈到鳥取縣。
第31話受到負恐獸的影響，導致身體自己跳舞並且笑的不停，後被金浪使用眠龍魂，進入沈睡的狀態。
第32話利用拳擊強化龍裝將變成鎧裝具的阿洋打至衰弱，從而強迫解除阿洋身上的鎧甲。
第35話前往長老所說的試煉的斷崖進行試煉，進行獨自戰鬥的試煉，於不能說話的情況下打倒1000隻德倫兵後，獲得勢鬥的合格認證。
第42話中被躲在小房間的負恐獸控制，被強迫跳舞。
最終話向萬羽道別，決定要去看看廣闊的世界。
其他登場作品：《連續4週特別篇 超級戰隊最強對戰!!》
萬羽／ 龍裝黑
演：岸田達也／川嶋龍登（童年）
「威風的騎士」，由戰鬥力已達到Master等級的青年萬羽所變身。作為戰士很有實力，但比起守護地球，更想為了證明自己的力量，而持續狩獵著负恐兽。於第1話結尾時被長老提起，第3話正式登場。
因為他不太會表露出感情，所以就算是面對最重要的弟弟．飛羽也不怎麼親切。相比起弟弟飛羽他對向等人的態度不但更加冷淡，而且更聲稱未認同他們為其同伴。
初期登場時更認為如果無法消滅負恐獸就直接將宿主殺害。
第2話結尾時被勢鬥發現。
第15話因磁力的關係與向發生相斥的現象，從東京都彈到京都府。
第18話為了消滅負恐獸而劈開分為宿主的許願石並因此與希望保護許願石的金浪不和。
第31話受到負恐獸的影響，導致身體自己跳舞並且笑的不停，後被金浪使用眠龍魂，進入沈睡的狀態。
第35話前往長老所說的試煉的斷崖進行試煉，進行敏捷的試煉，手握雞蛋不能打破並打倒10隻負恐獸後，獲得勢鬥的合格認證。
最終話繼續跟隨著黑尊者修煉。
其他登場作品：《連續4週特別篇 超級戰隊最強對戰!!》
金浪／ 龍裝金
演：兵頭功海
「榮光的騎士」，第14話初登場，海底龍裝族後裔。為了族裔下代而一直進行著求偶活動以覓得良偶，但似乎都是失敗居多。
性格跟萬羽比較近似，初次協助龍裝者時不但聲稱不是為了解救他們，甚至於戰後拒絕成為眾人的同伴，但仍然向眾人表示可於海底中找到他。
第15話因磁力的關係沒有與向發生相斥的現象，因剛開始跟向根本就沒有感情，後有產生相斥的現象，但距離不遠。
第21話時更試圖追求粉紅大師，結果反而讓粉紅大師從他身上搜出暗黑龍魂，從而教導他如何利用暗影伶盜龍的力量。
第31話得知由於生活在海底所以有三層鼓膜，所以不受負恐獸的影響。
第35話前往長老所說的試煉的斷崖進行試煉，進行注意力的試煉，在被美女誘惑的情況下成功堆疊紙牌塔，獲得勢鬥的合格認證。
第38話中與向一起進入到天空的神殿中，經歷了各項試煉之後，獲得了神殿的精靈-尤諾的認可，順利從石頭中拔出龍裝聖劍，並且變身成究極的騎士-貴族龍裝金，與向合作將巨大化的負恐獸擊斃。
第42話被躲在小房間的負恐獸控制，與明日奈演出「羅密歐與茱麗葉」，當中詐騙懷茲魯，讓他以為真的喝下了毒藥，其實只是辛辣的飲料而已。
最終話在明日奈所建造的學校教導學生愛情的觀念，但卻被明日奈一把給推開，並且告訴他「別在那邊瞎教」，並且與向、明日奈一起守護村落。
戰鬥結束的口頭禪為「Love is Over」。
洋／ 蓋索古
聲：關智一
演：長田成哉
「不屈的騎士」，全身覆蓋著紫色的鎧甲，一直在尋找最強的戰士，所以又稱『徬徨的铠甲』，後被證實著裝者為紅大師的弟子之一，向的師兄弟洋。於第12話登場，第26話真身登場。
專用武器為铠装劍及紫色的盾牌。
第12話成功解除了騎士強龍火山異齒龍的封印，並初次與懷茲魯交手過及被克雷昂誤認是龍裝者的同伴。
第13話出現在狩野澪子的面前，兩人之間似乎熟似。
第20話出現在飛羽的面前，並以指導的名義與他發生戰鬥。
第21話可得知鎧甲本身是龍裝族為了對抗德魯伊東族而開發出來的，可說是『最初的龍裝者』，但不知何時開始鎧甲擁有了自我意識。
第26話時以本身樣子出現在向等人面前，之後於負恐獸即將被擊殺之時亂入戰場並打傷了龍裝者們，隨後離開。
第28話為了救回明日奈而安排對向進行特訓，但向放棄後反而責罵他沒有當紅戰士的資格後離開。其後於自言自語中得知他想趁機取代向成為龍裝紅，最後因事件完美解決的關係而未有成事。
第29話與飛羽與萬羽戰鬥中露出真面目，使出招式後消失兩人的眼前。
第30話中得知在某個地方拾到蓋索古的鎧甲並使用，其後出現在龍裝者面前撃敗杜拉漢負恐獸得到向的信任，最後從向的背後偷襲砍了一刀。
第32話時因眾人的努力下得以解除蓋索古的束縛，而且獲得其他隊員們的原諒及認同下成為同伴，而且更能自由的使用蓋索古。
第33話為了救回被烏登吸取力量並被困於胸部的眾人而捨身與烏登殊死搏鬥，但只能救出阿向，自己亦因而重傷瀕死。死前將自己的靈魂意志及鎧裝具的力量交給向讓他代為報仇，於該話結尾時被羽依發現他生前拍下影片表示即將遠行繼續修練，並向各人送上感謝。
瀨人
演：關智一
謎一樣的男子，於第2話時以包裹頭巾的外表登場過，在第21話結尾時正式登場。
於第21話時粉紅大師表示他曾經將宇宙伶盜龍的事告訴了她，其後再次於眾人面前登場時脫掉面罩，其外表跟龍井尚久完全一樣，但他自稱為光明與黑暗縫隙間的居民。
於第22話向眾人表示他曾經是龍裝族的人並暫時附在龍井尚久身上，並表示這次的死者復活及大量生物死亡事件實為死靈術士負恐獸所為，並準備將宇宙伶盜龍的秘密告訴眾人時因已無法繼續附身而以靈魂方式暫時離開。
於第34話證實他創造了試煉的斷崖考驗所有希望變強的龍裝族騎士，因而於龍裝者們進行試煉時由他的意志靈體擔任出題者及裁判。
於第46話正式變身成第七位龍裝者——龍裝棕，但似乎因為附身對象的年紀大和身體機能較差的原故，引致戰鬥時失誤和舉止滑稽，但同樣藉此令普利夏斯分心。

### 陸地龍裝族
以長老為首，一直守護著騎士龍長眠的神殿。紅大師等三位大師，把龍裝者傳承給了向等人。
紅大師
演：黃川田將也
香港CV：蘇強文／台灣CV：鈕凱暘
向的師傅，同時為上一任的龍裝紅。於第1話登場。
為了保護神殿而與向兩人迎戰德魯伊東族，後在危機之際利用剛龍魂保護向而遭坦克喬斬死，其魂魄亦附在向的變身龍魂處。
第35話阿向於試煉的斷崖進行試煉時從向的變身龍魂處出現並變身成極限龍裝紅與向戰鬥，其後被打敗，並於消失前對向作出最後教誨。
其他登場作品：2019年2月17日-3月10日電視特別節目《連續4週特別篇 超級戰隊最強對戰!!》第3-4話。
藍大師
演：澀江讓二
香港CV：翟耀輝／台灣CV：張至超
諦人的師傅，同時為上一任的龍裝藍。於第1話登場。
為了保護神殿而迎戰龍負恐獸（完全體），後在危機之際捨身保護諦人及明日奈而遭到龍負恐獸（完全體）燒死，其魂魄亦附在諦人的變身龍魂處。
粉紅大師
演：澤井美優飾
香港CV：林元春／台灣CV：錢欣郁
死靈術士負恐獸的宿主，明日奈的師傅，同時為上一任的龍裝粉紅。於第1話登場。
為了保護神殿而迎戰龍負恐獸（完全體），後在危機之際捨身保護諦人及明日奈而遭到龍負恐獸（完全體）燒死，其魂魄亦附在明日奈的變身龍魂處。
第21話因不明原因而復活，後來假意接受了金浪的追求，實際從他身上搜出暗黑龍魂，並教導他如何利用宇宙伶盜龍的力量。
第22話私底下向明日奈透露自己就是死靈術士負恐獸宿主，亦因此導致包括她在內的眾多死者復活的原因。於明日奈的龍裝劍遭坦克喬打飛時將自己的佩劍丟給明日奈使用，死靈術士負恐獸擊敗後於消失前向明日奈解釋選定她作為自己繼承人的原因並給予鼓勵後消失。
龍裝族長老
演：團時朗
香港CV：朱子聰→盧國權／台灣CV：余孟珂
為龍裝族最高的領導人，擁有感應負恐獸存在的能力。於第1話登場。
見證著三位年輕騎士繼承龍裝者，並向三人提及有部份同伴已經先行離開村落的事。
第6話得知在村子遭到毀滅後，獨自開著烤串車販賣烤串，但也讓找其幫忙製作解毒劑的向跟諦人兩人印象崩壞，最後看見他們勝利後暫時退場。
直到第34集再次登場，及射書信箭給他們表示原本的烤串車生意已發展到營運餐廳的地步，並招聘了乙姬擔任服務員，其後交待有關試煉的斷崖一事。
於最終話時因為自己的業務發展過急，結果自己一直以來所建立的事業全數泡湯收場，因而再次回歸村莊擔任長老。
狩野澪子
演：中越典子
香港CV：劉惠雲／台灣CV：錢欣郁
木乃伊負恐獸的宿主，龍裝族的族人，同時也是總理大臣。於第13話登場。與萬羽及飛羽兩兄弟份屬舊識，於醫院再見兩兄弟時更熱情的擁抱了萬羽。
300年前離開龍裝族的村落而在外到處旅行，也因此從事過各種職業，也因為見過各行各業的人們，而擁有了看對方的行為從其得知內心所想的能力。
於第13話證實自己故意成為木乃伊負恐獸宿主是因為她眼見過無數次愛人死亡而離開她，故此希望這次趁機與自己患重病的老伴一同死亡，並以萬羽及飛羽兩兄弟的師父的下落作為兩兄弟不殺死負恐獸的報酬。結果負恐獸還是擊敗了，而澪子亦領悟生命的寶貴而打消此等自殺念頭並消失於公眾視線內。
黑大師
演：永井大
香港CV：雷霆／台灣CV：張至超
五名師傅中唯一生還的師傅。
萬羽的師傅，同時為上一任的龍裝黑，性格冷酷毫不留情的劍客。於第30話登場。
在第41話間諜為德魯伊東族的第六位幹部兼普利夏斯的部下——沙登，外型、專用武器以及身體跟幹部烏登一模一樣，在第41話也為此被懷茲魯及龍裝者誤認是烏登，在埃拉斯復活之前與普利夏斯匯合。
長劍能發射出綠色光束，左手握拳時能發射出綠色能量彈。
第41話得知他對於無用處之人的懷茲魯及克雷昂，他可以將其他們兩處死。
第43話結尾時證實他的心臟跟懷茲魯、迦基雷斯同樣也被普利夏斯奪取心臟。
第44話顯露真容在萬羽等人的面前。
第45話透露300年前為了調查埃拉斯而來到天空神殿並意外聽到普利夏斯的陰謀，後來被本尊發現但最後被黑大師消滅，最後就偽裝成沙登並以沙登的身份混入德魯伊東族。
綠大師
飛羽的師傅，同時為上一任的龍裝綠，另外也是在洋之前的蓋索古變身者。
從第30話洋的口中得知其在過去一場對抗德魯伊東族的戰役中因穿上蓋索古鎧甲的緣故導致精神被鎧甲支配，成為自己村莊的破壞者，最後將自己放逐到宇宙後死去。
尼烈
演：松田賢二
紅尊者的師兄。
於前傳《騎士龍戰隊龍裝者THE LEGACY OF The Master’s Soul》中登場。
為了得到傳說中能實現夢想的龍裝魂「望願魂」復活其師父希拉基，故此與依絲卡進行交易以教授禁忌劍法的方式換取有關「望願魂」的情報並找到了麻由。雖成功搶奪了「望願魂」，但實在上是麻由製造出來作研究用的膺品，結果使用失敗。
尼烈回到龍裝族村落後向小花講出希拉基被殺的真相：原來當時希拉基成為了負恐獸宿主，而且該負恐獸實力非常恐怖，故此希拉基要求尼烈兩人將之殺死以消滅負恐獸，最後由尼烈動手葬送了希拉基上路。
當尼烈與小花和解後表示會一直尋找「望願魂」復活希拉基，並在護送了小花離開後體力不支並死去。
依絲卡
演：花影香音
粉紅尊者的首徒，亦即明日奈的師姐。
於前傳《騎士龍戰隊龍裝者THE LEGACY OF The Master’s Soul》中登場。
為了向粉紅尊者證明自己的實力而習得禁忌劍法，並視粉紅尊者所相中的明日奈為她成為龍裝粉的最大勁敵。
根據麻由與藍尊者的對話證實依絲卡之劍法需強大的意志力才能修練，否則會造成反噬效果，結果當她找上明日奈決鬥時發生了反噬而落敗，最終被粉紅尊者尋回並在粉紅尊者的開解下悔改並向粉紅尊者提及了尼烈的事。
麻由
演：宮崎香蓮
藍尊者的首徒，亦即諦人的師姐。
於前傳《騎士龍戰隊龍裝者THE LEGACY OF The Master’s Soul》中登場。
跟諦人一樣充滿智慧，兩人亦在龍裝魂的研究方面有著競爭。
暗戀其師父藍尊者，但因得知藍尊者已與粉紅尊者定情後放下這段感情，從而離開師門成為龍裝魂的研究者。
於藍尊者拜訪之時向他提供了有關依絲卡所習得之禁忌劍法情報，其後被尼烈找上門並搶走了「望願魂」膺品。
其後她遇見了已成為新任龍裝綠及龍裝黑之飛羽及萬羽兩兄弟。
小花
演：駒井蓮
謎之少女。
於前傳《騎士龍戰隊龍裝者THE LEGACY OF The Master’s Soul》中登場。
表面上來到龍裝族村落是為了找到曾經救過她的紅尊者報恩，實際上是來刺殺紅尊者。
根據小花的項鍊，紅尊者證實小花為其師父希拉基的女兒，而小花因發現父親被殺，故此認定了現任龍裝紅為其殺父仇人而來到龍裝族村落將之刺殺，然而尼烈趕回村落後向小花講出當中真相後放棄了復仇念頭，不但與紅尊者及尼烈和解，而且在尼烈的護送下離開村落。

### 海底龍裝族
乙
演：田牧空
香港CV：陳皓宜／台灣CV：高嘉鎂
金浪的妹妹，123歲，同樣為海底龍裝族的後裔。於第15話登場。
喜歡諦人，甚至於第16話結尾時更向諦人告白希望與他一同共建家庭，結果眾人當場被嚇倒。
於第23話再次登場，但實際上是由懷茲魯偽裝的，並趁機奪走祈願龍魂，但最後遭諦人識破。
於第34話成為「超贊咖啡」的女服務員。
第43話被敵人捉走，在第44話被諦人救回。
美雅
演：坂田梨香子
香港CV：羅孔柔／台灣CV：錢欣郁
原本為海底龍裝族的居民，之後為了追求自己的夢想（做導演）而離開龍宮上水至人類世界生活。於第41話登場。
金浪的前未婚妻，所以與乙關係不錯，但金浪因而視她為背叛者。

### 6500萬年前龍裝族
佤爾瑪
6500萬年前龍裝族的族長，開發出了鎧裝具。
於《騎士龍戰隊龍裝者 THE MOVIE 時空穿梭！恐龍大恐慌!!》中登場。
結乃
6500萬年前的龍裝族。古代龍裝族族長佤爾瑪的女兒。
於《騎士龍戰隊龍裝者 THE MOVIE 時空穿梭！恐龍大恐慌!!》中登場，於第38話再度登場。

### 協助者
龍井羽依
演：金城茉奈、太田雫（童年）
香港CV：何寶珊→成瑤孆／台灣CV：高嘉鎂
美杜莎負恐獸的宿主，龍井尚久之女，於網絡上擔任直播主，擁有屬於自己的「羽依的探險頻道」。於第1話登場。
雖然很愛說冷笑話，但似乎受落者不多，而且內心本來比較寂寞的關係，因此造就內心本來有一個渴望被關注的心態，這亦是第3話她成為負恐獸宿主的原因。
飛羽及萬羽曾考慮直接殺死羽依作為擊倒負恐獸的手段，其後被向勸阻成功。而羽依反而為了令負恐獸消失而跑去自殺，但被明日奈阻止並答應會擊倒負恐獸。
第21話證實她最喜歡的食物為漢堡扒，故此第22話其母親結子教導了她如何烹煮漢堡扒，並得到向等人的高度評價（明日奈表示可於羽依頻道教導觀眾烹煮漢堡扒，但羽依拒絕了此建議）。
第42話被電影公司受聘而前往美國，直到第48集尾回國。
龍井尚久
演：吹越滿
香港CV：葉振聲／台灣CV：張至超
專門研究騎士龍的古生物學者。於第1話登場。
第2話時因女兒羽依意外地將向三人帶回家的事相當高興。
第12話因看見羽依與後輩椎名雅章有著類似親密舉動的畫面而曾經誤會他們兩人的關係。
第16話因請了乙姬吃炸雞腿而被稱為「炸雞男」。
第21話時被復活的粉紅大師誤認為勢鬥，並於當集結尾時以勢鬥的名義登場。但於第22集證實是因為龍井尚久於一次的發掘工作中意外打擾於神殿中安息的勢鬥，結果成為其附身對象，並於勢鬥準備將宇宙伶盜龍的秘密說出時突然將勢鬥意外逼走而恢復正常。
第48集大結局時正式任用諦人及乙姬擔任他的助手並一同繼續探索及研究古生物。

### 其他人物
城田裕太
演：町田流唯
香港CV：待確認／台灣CV：高嘉鎂
城田徹也之子。於第4話登場。
下村一平
演：水野直
香港CV：待確認／台灣CV：鈕凱暘
演歌歌手。於第7 - 8話登場。
因為演唱期間遭負恐獸攻擊時身體表徵不適，故此曾被龍裝者們誤以為雞蛇負恐獸宿主，直至第8話證實他只是感冒關係而不適並且已經康復。
卡爾蒂娜
演：田中麗奈
香港CV：張頌欣／台灣CV：高嘉鎂
凱佩烏斯星的王女，菲塔的姐姐。於第7 - 8話登場。
由於自己的星球遭德魯伊東族毀滅而逃亡。初出場時被德倫兵追殺，並由龍裝綠及龍裝黑化解危機並帶至龍井博士的家。
於第7話結尾與菲塔團聚時無意中提及「騎士龍」三字而導致諦人對她產生懷疑。
後來於第8話證實因為菲塔遭懷茲魯作為人質，故此卡爾蒂娜才得知騎士龍的事，之後在龍裝者的計謀下與菲塔團圓。
川村莊司
演：本村海
香港CV：陳灝瑋／台灣CV：賈文安
森健太的好友。於第10話登場。
雖然志願成為畫家，因為過去發生的意外受傷而幾乎無法握筆，更因此被懷茲魯假扮以折磨健太的精神。
教官
演：北代高士
香港CV：待確認／台灣CV：賈文安
椎名雅章所屬的消防訓練學校的教官。於第12話登場。
水田茜
演：秋月三佳
香港CV：張頌欣／台灣CV：錢欣郁
金浪在被約會對象拒絕並在巴西利斯克負恐獸出現時意外認識的女生。於第12話登場。
起初成為金浪的約會對象，但實際上她早就名花有主，她接近金浪只是因為他名字跟其男友一馬的名字相近發音而已。
於凱爾派負恐獸被擊敗後她與一馬的結局並未有交代。
賢太郎
演：守永伊吹
香港CV：待確認／台灣CV：高嘉鎂
金浪中途遇見的小學生男孩，濱野江美子的學生，第17話登場。
他遇到金浪後要求金浪協助製造彩虹並拍照給江美子老師看以達到完成她的遺願。
有紀
演：大和田里香
香港CV：待確認／台灣CV：錢欣郁
金浪與賢太郎中途遇見的美女，實際上是由懷茲魯所假扮的，第17話登場。
她向金浪及賢太郎解釋彩虹的製造原理，並成功引金浪召喚帝王滄龍，故此拆除偽裝並利用鬼船負恐獸將之捉住。
梢
演：江田友莉亞
香港CV：成瑤孆／台灣CV：錢欣郁
神社巫女。第18話登場
因她所駐守的神社內的許願石在朝聖者過度許願下疲累，導致成為魔像負恐獸宿主，故而將神社封閉以保護許願石，而金浪亦以追求者的身份協助保護許願石。
最後金浪本邀請她約會但得知她早就已婚，故此而受到打擊並心酸的送上祝福並離開神社。
恭平
演：橫山步
香港CV：待確認／台灣CV：高嘉鎂
生太郎之弟，第20話登場。
龍井結子
演：小橋惠
香港CV：待確認／台灣CV：錢欣郁
龍井尚久之妻，龍井羽依之母，第21話登場。
第21話登場，因死靈術士負恐獸的影響而復活，並做了五客漢堡排料理作為午餐（其中兩客更是邀請向及諦人享用以答謝他們對羽依的照顧）。
第22話教導了羽依烹煮漢堡排料理，其後於羽依嘗試烹煮時因死靈術士負恐獸被擊敗的關係使得未正式道別的情況下感恩這次復活機會而獨自消散。
八尾增達造
演：關根大學
香港CV：張炳強／台灣CV：余孟珂
八尾增麻央的父親。
伊藤瞳
演：横田美紀
香港CV：待確認／台灣CV：高嘉鎂
伊藤蘭斗的妻子。於第28話登場。
由於蘭斗遭克雷昂餵毒成為巴西力卜負恐獸的宿主後被克雷昂擄走以強逼他製造更多負面情緒令負恐獸巨大化，故此向散步中的金浪求救，並坦言因兩夫妻原本為小事吵架，阿瞳一時口快之下意外罵了他「水蚤男爵」而離家出走並導致一連串事件，最後負恐獸被擊敗後與蘭斗和好。
Hana
演：駒井蓮
謎之少女

### 德魯伊東族（）
別譯名為祭龍族。
本作惡役組織，由埃拉斯誕生出來的第二個組織，是一支兇惡之戰鬥民族，和其敵役——龍裝族算是兄弟關係。
大約在6600萬年前，為了躲避襲擊地球的巨大隕石而逃至宇宙，經過漫長的歲月，為了征服地球，於第1話回到地球而捲土重來。
最後在克雷昂、懷茲魯了解埃拉斯誕生德魯伊東族的真意，得出與龍裝族和平共存的結論並與之聯手，埃拉斯被消滅後與倖存的普利夏斯三人一同離開地球。

### 創造主
誕生出龍裝族及德魯伊東族的人，企圖將龍裝族消滅及誕生新的世界。
耶拉蘇
聲：朴璐美
香港CV：謝潔貞／台灣CV：高嘉鎂
屬性：皇后型魔物
分類：耶拉蘇
身高：201cm（巨大化：73.8m）
體重：302kg（巨大化：1109.8t）
分布：創世之荒野
狀態： 與地球相連的偉大存在，吸收普林賽斯並融合，成為一個生命體的姿態。不允許傷害地球的人，要驅逐包括龍裝族和德魯伊東族在內的所有生物，擁有強大的意志。用令人毛骨悚然的閃光讓全世界的人們都入睡，使人們做著幸福的夢，奪走生命能量並使用，想要重造地球。
機密： 1耶拉蘇是誕生了龍裝族和德魯伊東族的所有生命之母。
2.雖然被龍裝族封印了，但是龍裝聖劍被拔出後終於復活了。
3.被向打傷的胸口是她的弱點。
龍裝族和德魯伊東族的創造主，可算是德魯伊東族的首領，同時也被普林賽斯稱為「德魯伊東族的母親」。
當年被龍裝族的祖先使用龍裝聖劍所封印，現在聖劍被向和金瀧一起拔出，已經漸漸的甦醒復活了，目前它的所在位置就位於起始之神殿的下方。
擁有誕生出德魯伊東族幹部們的能力，並能在短時間之內誕生出同一個幹部。
第40話首次被普林賽斯提及，並已封印狀態出場。外型有如一顆心臟及血紅色的血管。
第43話首次誕生出了兩名幹部——岡喬治和岡喬治II，然後第44話再次誕生了一名幹部——雅巴索德，讓普利夏斯非常的高興。
第45話得知在地底下扎根已經和地球融為一體了，結尾時讓雅巴索德失控並且暴走，隨後讓雅巴索德敵我不分的失控胡亂攻擊。
第46話結尾時以觸手穿透克雷昂的身體吸收了普林賽斯並變身成怪人形態「 耶拉蘇 完全體（エラス ）」。
最終在第48話吸收向的生命，被體內的向感化後，被龍裝者完全殲滅。
登場話數：第40話、第43話-第48話

#### 高階幹部
德魯伊東族的幹部成員，都是借著埃拉斯的力量誕生出來，外型完全都來自西洋棋，總共有九名幹部。
第1話登場幹部【坦克喬】。
第7話登場幹部【懷茲魯】。
第14話登場幹部【迦基雷斯】。
第33話登場幹部【烏登】。
第34話登場幹部【普利夏斯】。
第43話登場兩名幹部【岡喬治、岡喬治II】。
第44話登場幹部【雅巴索德】。
第45話登場幹部【薩登】。
幹部們的腰帶及腹帶、左胸帶、右肩帶、右胸帶上有一個類似相西洋棋的棋盤型扣帶，而且那個扣帶可作為出場及撤退時使用。
另外幹部們不需依靠第三者的能力來進行巨大化，而是靠自身的能力來進行巨大化「巨大魔強化」。

#### 舊制度
幹部們來到地球的目標是支配地球及消滅龍裝者。
第45話根據黑大師的回憶裡普利夏斯的說法是因他無法拔出龍裝聖劍，所以要讓散落在宇宙的德魯伊東族的幹部來侵襲地球，讓龍裝族不得不拔出龍裝聖劍來應付，以達成普利夏斯的目標。
坦克喬
聲：中田讓治
香港CV：蕭徽勇／台灣CV：張至超
屬性：城堡級幹部
分類：德魯伊東族
身高：199cm（巨大化：48.8m）
體重：299kg（巨大化：732.6t）
分布：搖晃的大地
經驗值：609
狀態：對無與倫比的怪力自豪的德魯伊東族的幹部。能將所吸收的地震能量以膠囊狀態儲蓄起來，並使用這個能力將其巨大化及提升力量。從胸口的砲台發射的必殺技Castling Grunder（キャスリングランダー），擁有將直線上的敵人一擊殲滅的能力。
機密：1.為奪走Master Red的性命的罪魁禍首，向的宿敵。
2.能自在著揮舞大劍「城堡雙刃大劍（ルークレイモア）」戰鬥。
3.能將地震能量一口氣噴出，使半徑10km的面積地形遭到消去。
別譯名為坦克城。
本作中的第二位殉職者。
德魯伊東族的最初幹部，外型有如西洋棋的城堡，擅長用武力來解決一切的人。德倫兵的戰術指揮官。於第1話登場。
龍裝者的強敵，自稱「德魯伊東族最強」。
擁用超強的怪力及戰鬥力、防禦力，對力量充滿自豪。
專用武器為大劍，能發出強大的斬擊光束。
第1話與克雷昂帶著龍負恐獸（完全體）一同入侵龍裝族，之後以壓倒性的力量將龍裝紅及Master Red擊敗，並將龍裝紅的師傅Master Red殺害。
第2話出現阻止龍裝紅攻擊剛誕生的獨角獸負恐獸。
第3話再次出現，並以壓倒性的力量將龍裝藍及龍裝粉擊敗後離開。
第4話出手阻止龍裝者斬殺挪威海怪負恐獸後帶其離去。
第5話時直接巨大化，並遭騎士龍王千刺針龍擊敗過一次，後於第6話再次巨大化並試圖利用地震能量向龍裝者尋仇，結果被龍裝紅以膨脹龍魂將其吹脹並飄出外太空，再以騎士龍王五騎士的必殺技擊斃。
第21話因宇宙伶盜龍回歸地球並受到其能量影響下復活，而且戰鬥能力大幅提升，其地震能量彈實為易燃瓦斯，故此令龍裝者們陷入苦戰，結果被暗黑魂龍裝金將瓦斯全數吸收後直接巨大化，最終再次被龍裝紅利用膨脹龍魂將之再次擊斃。
第22話於死者世界中準備殺死阿向時被閃耀伶盜龍救走，後來利用了死靈術士負恐獸的交換生命能力以3名德倫兵作為代價而再次復活，戰鬥能力仍然極強大，最終不只大劍被擊碎，甚至被明日奈以粉紅大師的配劍再附上其他龍裝者的龍裝魂力量強化過後將之斬殺。
登場話數：第1話-第6話、第21話-第22話
懷茲魯
聲：綠川光
香港CV：李致林／台灣CV：余孟珂
屬性：主教級幹部
分類：德魯伊東族
身高：193cm
體重：290kg
分布：孤高的舞台
經驗值：142
狀態：自傲為最傑出的藝人的德魯伊東族的幹部。一直把娛樂當作美德，不僅要打倒敵人，還拘泥於華麗的戰鬥和狡猾追逼的作戰，數次阻擋在龍裝者面前。提高眼罩放出的催眠術和化身為他人的變身術，擁有豐富的棘手能力。在特殊的場地內讓光束像雨一樣地傾注的Checkmate Showtime是他的必殺技。
機密：1.使用槍杖手杖殺手斜著亂擊進行戰鬥。
2.卑鄙是對他讚揚的語言。
3.與克雷翁關係很好，也有對部下著想的一面。
別譯名為賢狡者。
本作舊制度中唯一的生還者。
德魯伊東族的第二位幹部，外型有如西洋棋的主教，性格狡猾卑鄙的策略家，説話喜歡夾雜著外語。於第7話登場。
因比較擅長使用詭計作戰，相反其戰鬥力就比較低，當每次受到龍裝者攻擊就會利用德倫兵做擋箭牌或立即撤退。
擁用催眠術來操控人的能力，讓人們聽命於他，使人們成為他奴隸。
專用武器為權杖，能發射出藍色的光彈，使用突擊術攻擊敵人。能偽裝成別人以及讓德倫兵偽裝成自己模樣的能力。
第7話為了追殺從凱佩烏斯星逃走的兩姐妹而來到地球，但實際上是利用她們來毀滅龍裝者並藉此滿足自己的娛樂。
第8話得知不喜歡跟他人撞梗和厭惡別人比他更耀眼。
第10話在結尾時透露出他真正的目標，在第11話得知他的目標是火山異齒龍，並企圖想將火山異齒龍變成他的奴隸，但最後失敗。
第14話因迦基雷斯的出現而暫時退場，在迦基雷斯被擊敗後在第17話回歸，並企圖想將國王滄龍變成他的奴隸，但最後還是失敗。
第20話利用魔法書負恐獸的素描簿能力，在素描簿上畫出牢籠並接二連三的將龍裝者關進牢籠裡，最後在魔法書負恐獸的巨大成長後，在素描簿上畫出巨大化的自己「巨大懷茲魯 Huge Wiseru（巨大ワイズルー）」。
第22話給予克雷昂一塊毛巾並安慰他，但因為克雷昂用了毛巾擤鼻涕的關係而表示將毛巾送給他，故此可推斷懷茲魯可能有潔癖。
第27話發現迦基雷斯還未死，並嘲笑其「迴避」一詞為逃跑，之後再次暫時退場，在第30話再次回歸。
第34話被普利夏斯用卡片奪走心臟並被其要脅辦事。
第36話利用西爾芙負恐獸的超快速能力，想從普利夏斯的手中奪回自己被複製的心臟卡，最後奪回失敗。
第37話與迦基雷斯聯手對付龍裝者。
第39話看到迦基雷斯的心臟卡消失後更加害怕。
第42話與極限龍裝紅一戰，最終與烏登同樣被極限龍裝紅擊敗，不只承認自己輸了，也認定自己的任務已經結束，最終灰飛煙滅。
第43話得知自己的心臟卡被克雷昂找到。
第46話正式確認活了下來。
第47話打算讓人們甦醒時被雅巴索德發現而遭到追殺，後來跟著龍裝者一起躲在山洞裡。
最後在第48話與克雷昂、普利夏斯一起前往克雷昂的星球生活。
登場話數：第7話-第14話、第17話-第20話、第22話-第27話、第30話-第31話、第33話-第37話、第39話-第42話、第46話-第48話
迦基雷斯
聲：稻田徹
香港CV：李錦綸／台灣CV：張至超
屬性：城堡級幹部
分類：德魯伊東族
身高：191cm（巨大化：46.8m）
體重：287kg（巨大化：703.2t）
分布：真劍勝負的海底
經驗值：503
狀態：對殲滅敵人相當積極的德魯伊東族的幹部。不浪費時間在說話與對戰，而讓龍裝者（包括克雷昂）感到苦惱的無情作戰。 因分析過龍裝者與騎士龍的戰鬥，而制定出讓對方全部放棄戰鬥的方式。 當弱點（右胸）遭到破壞時，自身防衛系統產生包覆全身的水晶外殼加以儲蓄能量，其擁有超強化的巨大化能力。
機密：1.將對手引入海底，打開腳部合體後的鰭型螺旋槳，追加最強的水中戰鬥型態。
2.兩肩上的水陸兩用「全力突襲砲（ガチレイド砲）」，雙手裝備高速迴轉的「螺旋槳爪（スクリュークロー）」。
別譯名為鬥勝王。
本作中的第四位殉職者。
德魯伊東族的第三位幹部，外型有如戰艦，性格冷酷的執行任務，對同伴很無情，説話喜歡用嚴厲又粗暴口氣的問句來回應。於第14話登場。
相比於前兩名幹部的做事手法比較不拖泥帶水，與懷茲魯不和且極端壓榨克雷昂，而且話也不多。
擁用非常堅硬的裝甲，任何攻擊都無法傷害到他，就連同在第14話被懷茲魯的攻擊也是一樣，之後在第16話證實其右胸為弱點，但如果該處承受了一定的傷害後會結晶化，並在結晶化解除的一刻巨大化。
非常熟水性，所以在第16話巨大化後將騎士龍王五騎士拖入海底並以壓倒性的力量將騎士龍王打倒。
專用武器為雙腕的螺旋爪子，戰鬥力非常強大，能藉由戰鬥來提升自己的戰鬥力。雙肩的大炮，能水陸兩用的發射導彈。
第14話強逼克雷昂榨出能製造500隻負恐獸的毒液以散播於城市，初次與龍裝者見面時更不報名號而離去。
第16話因已經分析各騎士龍的戰鬥特性的關係而將被認為亳無用處的克雷昂殺死，後來巨大化後將騎士龍王五騎士拖入海底準備將其擊倒之際遭到騎士龍海神擊敗，卻在自己被擊敗之際躲往宇宙。
之後在第27話回歸，再次對戰龍裝者時但被向擊退而不甘心，之後被鎧裝具挑釁時回嘴反擊。
第29話被龍裝金擊敗後再次暫時退場，在第31話再次回歸，並與龍裝金戰鬥。
第34話不但跟懷茲魯一樣被普利夏斯用卡片奪走心臟，而且還遭到要脅其利用卡片複製極限龍裝紅的必殺技為「無盡獠爪」。
第37話與懷茲魯聯手對付龍裝者。
第38話因不甘多次被龍裝者擊敗並希望奪回自己的心臟，不惜成為卡律布狄斯負恐獸的宿主。
最終在第39話被王者騎士龍王的必殺技轟飛至宇宙後，再撞到後方的隕石，自爆身亡。
登場話數：第14話-第16話、第27話-第29話、第31話-第34話、第37話-第39話
烏登
聲：火山太田
香港CV：待確認／台灣CV：余孟珂
屬性：主教級幹部
分類：德魯伊東族
身高：189cm
體重：278kg
分布：封閉的迷宮
經驗值：248
狀態：習得不可思議之術的忍者般的德魯伊東族的幹部。擅長以左胸的扣帶為入口，將敵人關進特殊迷宮的術式。被捕獲的人，會被潛在迷宮的烏登分身追擊，在不斷戰鬥再戰鬥中遭到吸收消耗力量及技能，因此而痛苦。
機密：1.從內部被捕獲者獲取能量來提升力量，可以將接收的技能複製並用於戰鬥。
2.臉頰下隱藏著可怕的真面目。
3.被洋不屈的攻擊所逆轉局面。
本作中的第三位殉職者，而且僅初登場就陣亡。
德魯伊東族的第四位幹部，外型有如忍者，性格沉默寡言的劍客，是個無人能敵的劍士。於第33話登場。
專用武器為長劍，能將敵人關進他體内的特殊迷宮的能力，並能吸收敵人的技能和力量，另外還能將吸收的技能用在戰鬥上。
第33話將龍裝者6人分別關進自己體內的迷宮，然後由自己的分身將龍裝者6人個個擊破，吸收龍裝者的技能和力量，並用於真身的戰鬥中，真身與洋激烈的搏鬥，後洋用鎧裝具的頭盔撞破迷宮的入口，順利救出向，但洋也遭到烏登的攻擊而死，不只因向繼承洋的不屈之魂的力量變成極限龍裝紅，甚至最終死在極限龍裝紅的必殺技的手裡。
登場話數：第33話（只有這1集）

#### 新制度
由普利夏斯所率領部下沙登、埃拉斯誕生出來的岡喬治、岡喬治II、雅巴索德等五人的新制度，目標是將埃拉斯復活並且征服地球。
普利夏斯
聲：朴璐美
香港CV：陳灝瑋／台灣CV：高嘉鎂
屬性：騎士級幹部
分類：德魯伊東族
身高：197cm
體重：296kg
分布：終結的深處
經驗值：710
狀態：擁有液態金屬般的超再生軀體的德魯伊東族的幹部。率領著各種各樣的部下，以「德魯伊東族的管理者」自稱。為了解開埃拉斯的封印，給予地球侵略的威脅，計劃讓龍裝族拔出龍裝聖劍，花了將近300年的時間完成了。被決定為了地球而驅逐龍裝族和德魯伊東族的埃拉斯吸收，作為替代肉體。
機密：1.可以複製敵人的必殺技，還能夠奪取心臟強制他人服從自己。
2.埃拉斯被擊倒後解放，並被克雷昂及懷茲魯從埃拉斯中拯救出來。
別譯名為高貴王。
本作新制度中唯一的生還者。
德魯伊東族的第五位幹部，德魯伊東族的幹部當中的實際上的領袖，外型有如紳士，性格傲慢的自信家，比懷茲魯更加陰險，身體能化成水液體撤退，而且跟克雷昂一樣擁有再生能力。自稱「率領德魯伊東族的人」。於第33話登場。
專用武器為能合併成一把兩頭薙刀的雙刀及卡片，能發出紫紅色的斬擊光束，刀刃能發射出紅色光束或紅色光輪進行攻擊。能用卡片複製他人的能力，而且奪取心臟的話，將卡片握緊會令其痛苦，另外還能將卡片當成飛鏢攻擊敵人。
第34話正式現身及從迦基雷斯口中得知之前曾一度輸給前代龍裝者，之後用卡片奪走懷茲魯與迦基雷斯的心臟來威脅兩人幫自己辦事，其後出現在龍裝者面前一度打敗他們，最後決定給三天時間讓他們調整行動再戰。
第37話打算也要奪走克雷昂的心臟，豈料克雷昂沒心臟而作罷，後來告訴克雷昂「要不要成為我的左右手，以後可以成為幹部」，並且讓克雷昂考慮之後離開。
第38話告知迦雷基斯「雖然這是最後一次機會，但是有成功的話會把心臟還給他」。
第43話得知當年是他將雪暴翼龍（普特拉東）封印，讓雪暴翼龍看到他就嚇得飛走了。
第45話因雅巴索德的失控，一氣之下用奪取心臟的手段將雅巴索德給壓制，甚至在第46話消滅雅巴索德並將他的心臟卡摧毀。
第46話結尾時被埃拉斯吸收，並且合為一體。
在第48話在埃拉斯被消滅後解放，不只自己仍不死心地想消滅龍裝者，模樣也變得疲累跟狼狽不堪，最終被克雷昂及懷茲魯拖著走，並與其一起前往克雷昂的星球生活。
登場話數：第34話-第41話、第43話-第46話、第48話
薩登
聲：永井大
香港CV：雷霆／台灣CV：張至超
屬性：主教級幹部
分類：德魯伊東族
身高：189cm
體重：281kg
分布：封印之間
經驗值：310
狀態：效忠於普利夏斯的德魯伊東族幹部。可以發出高速斬擊的劍的高手，也可以從左手腕連射刺彈進行攻擊。瞄準了龍裝聖劍不懈努力。
機密：1.他的真實身份是打倒並替代了原來的薩登的黑大師。
2.被普利夏斯奪走了心臟，因此無法反抗。
本作中的最初殉職者。
德魯伊東族的第六位幹部兼普利夏斯的部下，外型、專用武器以及身體跟幹部烏登一模一樣，在第41話也為此被懷茲魯及龍裝者誤認是烏登，在埃拉斯復活之前與普利夏斯匯合。於第45話黑大師回憶裡登場。
長劍能發射出綠色光束，左手握拳時能發射出綠色能量彈。
第41話得知他對於無用處之人的懷茲魯及克雷昂，他可以將其他們兩處死。
第43話結尾時證實他的心臟跟懷茲魯、迦基雷斯同樣也被普利夏斯奪取心臟。
第44話顯露真容，並非沙登本人，而是黑大師。
第45話透露300年前為了調查埃拉斯而來到天空神殿並意外聽到普利夏斯的陰謀，後來被本尊發現但最後被黑大師消滅，最後就偽裝成沙登並以沙登的身份混入德魯伊東族。
從第41話、第43話及第44話以來都是黑大師偽裝成沙登，第45話向為了幫助黑大師從普利夏斯手中奪回心臟卡而偽裝成沙登。
300年前為普利夏斯的得力助手。目前的沙登是由黑大師喬裝，真正的沙登早在300年前被黑大師消滅。
登場話數：第45話（只有這一集）
岡喬治／岡喬治II
聲：前野智昭
香港CV：劉奕希→關令翹／台灣CV：余孟珂
屬性：騎士級幹部
分類：德魯伊東族
身高：192cm（巨大化：47.0m）
體重：288kg（巨大化：705.6t）
分布：鐵壁的結界
經驗值：489
狀態：從德魯伊東族的母親埃拉斯那誕生，以堅固的裝甲自豪的德魯伊東族的幹部。忠實地跟隨普利夏斯，比起自己的身體更優先保護普利夏斯。吸收能量膠囊，可以巨大地能量增強。胸口的加特林砲連射的技術槍擊，擁有一瞬間毀滅街道的破壞力。
機密：1.被普利夏斯稱為弟弟。
2.埃拉斯也生出了與其同樣姿態的岡喬治II。
3.可以通過使能量膠囊暴走來自爆，岡喬治II按照命令打算與龍裝者同歸於盡。
本作中的第五位至第六位殉職者。
埃拉斯誕生出來的新幹部，也是德魯伊東族的第七位幹部，被普利夏斯稱為弟弟，外型有如西洋棋的騎士以及跟幹部坦克喬相似的身體。於第43話登場，而且在結尾時埃拉斯又誕生出一個岡喬治II。
剛登場沒有語言能力，之後在第44話正式有語言能力。
具有厚重的裝甲及擅長肉搏戰，胸口的機槍能連續發射子彈攻擊。
第44話岡喬治II企圖想用自爆與龍裝者同歸於盡，最後被偽裝成沙登的黑大師阻止而停下機能。
第46話岡喬治最終被龍裝藍、龍裝綠、龍裝黑和龍裝金合力殲滅。
登場話數：第43話-第44話、第45話-第46話
雅巴索德
聲：鹽屋浩三
香港CV：待確認／台灣CV：張至超
屬性：國王級幹部
分類：德魯伊東族
身高：194cm（巨大化：47.5m）
體重：291kg（巨大化：712.9t）
分布：大暴走之丘
經驗值：909
狀態：從埃拉斯那誕生出來，全身包覆刃之鎧甲的德魯伊東族的幹部。由於剛出生沒有進行學習，因此以本能地像孩子一樣破壞。是右臂上有大太刀、左手裝備了小刀的無敵的二刀流。揮劍產生能量的漩渦，可以巨大地能量增強。接受埃拉斯的意志，不僅是龍裝族，連德魯伊東族也要打倒而暴走。
機密：1.一度被普利夏斯打倒，但憑藉埃拉斯的力量重新誕生。
2.在那之後，成為了排除埃拉斯夢中出現的覺醒者的監視者。
本作中的第七位殉職者。
埃拉斯誕生出來的新幹部，也是德魯伊東族的最後一位幹部，外型有如武士，是一名戰鬥狂，戰鬥力比其他幹部還要強大許多。於第44話登場。
唯一聽從埃拉斯指示的幹部。
跟岡喬治一樣剛登場沒有語言能力，之後在第45話因失控巨大化說了兩句「打倒德魯伊東族、打倒龍裝族」。
專用武器為日本刀及右手的大劍，能發出暗紫色的斬擊光束，另外能捲起強大的暗紫色的龍捲風來攻擊敵人，擅長二刀流劍術的武士。具有強大的高速移動的能力。
第45話因埃拉斯的影響而失控，最後被普利夏斯以奪取心臟的手段給壓制。
第46話又被埃拉斯的影響而再次失控，最後被普利夏斯消滅並將他的心臟卡摧毀。
第47話因埃拉斯的力量而復活，但在最後復活不久，跟龍裝者戰鬥的時候，被遭到埃拉斯攻擊的王者騎士龍王給意外壓死。
登場話數：第44話-第47話

#### 協助者
克雷昂
聲：白石涼子
香港CV：陸惠玲／台灣CV：錢欣郁
屬性：史萊姆型魔物
分類：蕈目克雷昂科
身高：178cm
體重：267kg
分布：歡樂的職場
經驗值：900
狀態：擁有凝膠狀的身體，算是德魯伊東族的幹部。通過喝自己的體液，可以從人類和物質中誕生出負恐獸。給予500分、盡情歡笑、被職權騷擾、睡在地下、被期待成為最高幹部、一心致力於各種德魯伊東族的作戰。
機密：1.為凝膠狀的身體，不是真正的肉體，因此為不死之身。
2.實際上並非德魯伊東族的人，而是來自別的星球
別譯名為蠟梅昂。
協助德魯伊東族的宇宙人，外型有如毒蘑菇，身體能化成綠色液體行動及躲避任何攻擊。戰鬥力差幾乎很少與龍裝者戰鬥。於第1話登場。
負責幫助德魯伊東族的幹部們及誕生出負恐獸的工作，經常尊稱德魯伊東族的幹部們為「（名字）大人」，另外他還知道德魯伊東族的幹部們的能力。
擁有利用自身毒液從人類或物質（甚至連龍裝族或德魯伊東族的人都能成為使用對象）的負面情緒中誕生出負恐獸的特殊能力，目前能誕生出負恐獸的成員。
專用武器為短叉。
第1話與坦克喬帶著龍負恐獸（完全體）一同入侵龍裝族。
第14話被迦基雷斯強逼壓榨出能製造500隻負恐獸的毒液以散播於城市，最後不但任務失敗了，甚至反覆的思想著自己如何的亳無自我去討好那些喜怒無常德魯伊東族的幹部們，甚至對自己的價值產生懷疑。
第16話被迦基雷斯認定已經無利用價值而遭擊散，但因其史萊姆特性而重生。
第21話因坦克喬復活後出現在他面前，當下非常的開心及擁抱坦克喬。在這話可看出他在前幾集對坦克喬的想念。
第22話結尾因為已經無法再復活坦克喬而再次痛哭並拿了懷茲魯的毛巾抹淚及擤鼻涕。
第37話得知他沒有心臟，因此才沒被普利夏斯奪走心臟，並意外得到普利夏斯的賞識而希望提升他為幹部。
第38話為了令負恐獸巨大化而得到身為宿主的迦基雷斯批准下嘲諷他一番並稱他為「雜魚基雷斯」。
第41話因看見被沙登攻擊而陷入危機的龍裝者，之後將原本偷來的龍裝聖劍丟還給龍裝紅，並且讓龍裝紅將沙登擊退，最後被龍裝紅感謝。
第46話結尾時向眾人透露因德魯伊東族已背棄埃拉斯的本意試圖征服地球，故此這亦是雅巴索德失控並進行無差別攻擊的原因。為了保護普利夏斯被埃拉斯刺穿身體，因為差點被埃拉斯洗腦以及史萊姆特性影響，差點與普利夏斯一起被埃拉斯吸收。
最後在第48話回到原本的星球生活。
《劇場版 騎士龍戰隊龍裝者VS魯邦連者VS巡邏連者》意外遇見被囚禁的迦尼瑪・諾希亞迦魯達，並在救出他以後利用他成為獅鷲負恐獸的宿主。後來發現他的強大戰鬥力以及成為宿主後肉體及精神狀態不見異樣而向鋼古拉投誠，並獲委託搶奪魯邦收藏品的任務而追殺初美花，結果不但發現初美花時被乙揍了一拳於臉上，而且追截到廢墟中更被初美花及透真踢飛。
於迦尼瑪・諾希亞迦魯達的金庫全被打開及救走了所有騎士龍後退出鋼古拉。
在戰後的《魔進戰隊煌輝者VS龍裝者》中，事發前3天與懷茲魯跟普利夏斯回到地球後失散，後來無意間發現電影邪面跟約頓娜，被約頓娜強行踩壓擠出毒液噴到電影邪面身上，因而製造出電影負念魔。所以希望煌輝者和龍裝者能夠將負恐獸消滅。
登場話數：第1話-第7話、第9話-第44話、第46話-第48話

#### 中層戰力
負念魔
別譯名為麥拉獸，為「Minus」（マイナス，即負極或減法）和「Dinosaur」（ダイナソー，恐龍）的日式合併字。
本作中的怪人，由克雷昂利用生物或物質情感中的負面情緒所誕生出來的怪物，另外在第13話得知龍裝族的成員若是負面情緒過大也會自主誕生此怪物。
負恐獸誕生後會吸取宿主的生命能量從而逐漸巨大化，最終變成像龍型魔物一樣的負恐獸完全體暴走並且導致宿主死亡。
根據萬羽所講，只要將宿主殺掉就可令負恐獸消失，但向等人卻完全不同意其做法。
由於是一隻沒有靈魂的怪物，所以語言能力方面最多只能說短詞。範本為傳說生物。
| 名字                                                                           | 屬性           | 分類                         | 宿主                   | 身高            | 體重              | 分佈             | 經驗值 | 狀態 | 機密 | 出場話數                                           |
| ------------------------------------------------------------------------------ | -------------- | ---------------------------- | ---------------------- | --------------- | ----------------- | ---------------- | ------ | --- | --- | -------------------------------------------------- |
| 龍負恐獸 ドラゴンマイナソー Dragon Minasaur                                    | 龍型魔物       | 完全體                       | 尼珥                   | 51.5m           | 771.8t            | 幻之村           | -      | 自然產生的怪物“負恐獸”失控成長的存在。 儘管沒有語言能力，但手持彎劍使出秘傳龍裝族劍法，給予敵人定身效果並遭劍氣斬傷。                                                                      | 1.自龍裝族的尼珥的「希望繼承新任龍裝紅而殺害師父希拉基」帶來的罪惡感以及「怨恨自己生於龍裝族」而所產生的負面情緒中誕生。 2.精通各類型龍裝族劍法，威力足以與三大師匹敵。 3.唯一一隻成長為完全體的負恐獸，成長後可從口中吐出邪惡之炎，將這個世界燃燒殆盡。 | 1、騎士龍戰隊龍裝者THE LEGACY OF The Master’s Soul |
| 獨角獸負恐獸 ユニコーンマイナソー Unicorn Minasaur                             | 獸型魔物       | 擊劍目獨角獸科               | 三島隆則               | 186cm ～ 45.6m  | 279kg ～ 683.6t   | 劍士的頂點       | 249    | 掌管幻獸「獨角獸」傳說的負恐獸。 揮舞著自銳利之角鍊成的獨角獸軍刀，狂暴般嘶吼著“第一名！（イチバァァン！）”。                                                                              | 1.自擊劍選手三島隆則的「想成為第一強的帥爸爸」情感所產生的負面情緒中誕生。 2.為了成為日本第一，而狙擊勁敵的神永哲也。 | 2                                                  |
| 美杜莎負恐獸 メドゥーサマイナソー Medusa Minasaur                              | 半獸半人型魔物 | 動畫配信目美杜莎科           | 龍井羽依               | 183cm ～ 44.8m  | 275kg ～ 673.8t   | 石化之街         | 304    | 掌管幻獸「美杜莎」傳說的負恐獸。 詛咒之瞳如智能手機般閃耀，哀怨地嘶吼著“看著我！（ミィロォー！）”，將看見自己的人們石化。                                                                  | 1.自直播羽依頻道的龍井羽依的「希望更多人看見自己」情感所產生的負面情緒中誕生。 2.將人類石化的原因，起因於看了會讓人不由自主地停止呼吸的無趣動畫。 3.對灣刀眼鏡蛇（コブランベルジュ）的銳利鋒芒相當自豪。                                                 | 3                                                  |
| 挪威海怪負恐獸 クラーケンマイナソー Kraken Minasaur                            | 海獸型魔物     | 水槍目挪威海怪科             | 城田徹也               | 188cm ～ 46.1m  | 282kg ～ 690.9t   | 睡眠之泉         | 103    | 掌管幻獸「挪威海怪」傳說的負恐獸。 喜歡水邊，自兩腕的水槍連射催眠液彈，興奮地嘶吼著“過來！過來！（コチィイー！コチィイー！）”，使人們陷入睡眠。                                            | 1.自為父親的城田徹也的「想和孩子玩」情感所產生的負面情緒中誕生。 2.以自己硬梆梆的身體為傲…並非如此，而是以想玩的心態喊著「過來這邊（こっちにおいで）」。 3.企圖瞄準飛機來製造災難。 4.不擅長猜拳。                                                       | 4、9、35                                           |
| 刻耳柏洛斯負恐獸 ケルベロスマイナソー Kerberos Minasaur                        | 獸型魔物       | 劇毒目刻耳柏洛斯科           | 柊早苗                 | 181cm           | 272kg             | 喝下毒之水的場所 | 109    | 掌管幻獸「刻耳柏洛斯」傳說的負恐獸。 看門狗的銳利牙齒狙擊獵物，憤怒地嘶吼著“！（オルルル！）”，給予被咬的人劇毒折磨。                                                                      | 1.在克雷昂的指示下，試圖在淨水廠下毒使被害範圍擴大。 2.如果中到這種毒，2天後就救不了。 | 5                                                  |
| 刻耳柏洛斯負恐獸（兄） ケルベロスマイナソー（兄） Kerberos Minasaur（Brother） | 獸型魔物       | 劇毒目刻耳柏洛斯科           | 柊早苗                 | 181cm ～ 44.3m  | 272kg ～ 666.4t   | 喝下毒之水的場所 | 259    | 掌管幻獸「刻耳柏洛斯」傳說的負恐獸。 猛毒之牙將獵物咬碎，憤怒地嘶吼著“！（ケルルル！）”，以德魯伊東族的看門狗來戰鬥，狙擊騎士龍王五騎士。                                                  | 1.自動物保護工作人員的柊早苗的「將狗遺棄甚至虐待的那些自私人類」情感所產生的負面情緒中誕生。 2.這個負恐獸為完全無法區分的雙胞胎，而最初咬到飛羽的其實是刻耳柏洛斯負恐獸（兄）。 3.這種毒，會人與人之間互相感染。                                         | 6 、9                                              |
| 雞蛇負恐獸 コカトリスマイナソー Cockatrice Minasaur                            | 鳥獸型魔物     | 超音波目雞蛇科               | 菲塔                   | 184cm ～ 45.1m  | 276kg ～ 676.2t   | 絕叫的遊樂園     | 309    | 掌管幻獸「雞蛇」傳說的負恐獸。 如鳥般的翅膀於天空飛翔，並以一種怪異尖叫，使人們昏厥。 擅長利用背向太陽的逆光，利用遊樂園裡遊玩的孩子，等卑劣戰術來戰鬥。                                   | 1.自被德魯伊東族捕獲的凱佩烏斯星王女卡爾蒂娜之妹菲塔所產生的負面情緒中誕生。 2.將菲塔植入體內，藉此吸收而隨之成長。 3.繼承了菲塔對難聽的歌聲過敏的特徵。 4.其實跟歌手下村一平完全沒關係。                                                                | 7 - 8                                              |
| 寶箱怪負恐獸 ミミックマイナソー Mimic Minasaur                                 | 物質型魔物     | 寶箱目寶箱怪科               | 老舊箱盒               | 60cm            | 200kg             | 欲望的迷宮       | 339    | 掌管幻獸「寶箱怪」傳說的負恐獸。 擬態成寶箱來誘惑人，並將其困至在體內的樂園。 在這之中，所想要的東西會源源不絕地出現。                                                                     | 1.並非人類，而是沉睡在古董店的老舊「箱盒」，因曾未被人開啟的負面情緒中誕生。 2.因在樂園中使得想要的東西具現化而開始幸福，但實際上是人們到死前一直持續的地獄。                                                                                            | 9                                                  |
| 洞穴巨人負恐獸 トロールマイナソー Troll Minasaur                               | 巨人型魔物     | 還擊目洞穴巨人科             | 森健太                 | 189cm ～ 46.3m  | 284kg ～ 695.8t   | 機關裝置的工場   | 848    | 掌管幻獸「洞穴巨人」傳說的負恐獸。 其如山般的巨體聳立著，悔恨地嘶吼著“來吧！（コイコイー！）”將攻擊吸收，並將受到的攻擊以無敵的還擊技擊返                                                  | 1.自高中生的森健太的「因與他人口角而毀了想成為畫家的朋友的夢想」後悔情感所產生的負面情緒中誕生。 2.其拳擊手般的動作繼承自森的拳擊經驗。 3.左腕的孔吸收所受到的攻擊，並從右腕的孔釋放出來。                                                               | 10                                                 |
| 蜃負恐獸 シンマイナソー Shen Minasaur                                          | 海獸型魔物     | 放映目蜃科                   | 椎名雅章               | 186cm ～ 45.6m  | 293kg ～ 717.9t   | 霧之樓閣         | 496    | 掌管幻獸「蜃」傳說的負恐獸。 從如貝殼般的身體延伸出管子，抑鬱地嘶吼著“！（ハイホンバーン！）”，並將水蒸氣投影成幻境讓龍裝者相互廝殺。                                                      | 1.自消防學校的學生椎名雅章的「厭惡火焰，真想當電影導演」願望情感所產生的負面情緒中誕生。 2.被認為可以抵禦火焰，但與預測相反，擁有創作出海市蜃樓的影像能力。                                                                                              | 11 - 12                                            |
| 木乃伊負恐獸 ミイラマイナソー Miira Minasaur                                   | 不死型魔物     | 水晶玉目木乃伊科（自然發生） | 狩野澪子               | 188cm ～ 46.1m  | 285kg ～ 698.3t   | 真實的大廳       | 305    | 掌管幻獸「木乃伊」傳說的負恐獸。 用繃帶將對手捲起拘束，暴走地嘶吼著“陷阱！（ワナダー！）”。 從胸口的水晶玉釋放的射線將人類的內心話全盤托出，使人們混亂。                                   | 1.自總理大臣，也是龍裝族的狩野澪子的「與摯愛的人一起死去」願望情感所產生的負面情緒中誕生。 2.能讀取他人的想法繼承自澪子的能力，能夠讀取敵人的攻擊。 3.不是所知的『陷阱！』，實際上是嘆息著「I wanna die」。                                              | 13                                                 |
| 巴西利斯克負恐獸 バジリスクマイナソー Basilisk Minasaur                        | 獸型魔物       | 鉤爪目巴西利斯克科           | 未知                   | 181cm           | 257kg             | 相遇的公園       | 432    | 掌管幻獸「巴西利斯克」傳說的負恐獸。 揮舞銳利的爪子，展現地嘶吼著“想砍！（キリターイ！）”，隨後被龍裝金瞬殺。                                                                              | 超級戰隊史上少數出場不久即被打倒的怪人。 | 14、34                                             |
| 凱爾派負恐獸 ケルピーマイナソー Kelpie Minasaur                                | 獸型魔物       | 雨傘目凱爾派科               | 久田一馬               | 183cm           | 277kg             | 雨之礦山         | 312    | 掌管幻獸「凱爾派」傳說的負恐獸。 操控空氣中的水分，焦躁地嘶吼著“喝啦！（ノンデー！）”，並釋放所鍊成的巨大水炸彈，阻斷龍裝者。 也使用能消滅火焰的水防護罩進行防禦。                         | 1.自水田茜的戀人久田一馬的「想要擁有自己的店，而想賺更多錢」願望情感所產生的負面情緒中誕生。 2.由體內的水分異常共振，散發出激烈的超音波。 3.其水之能力強過火炎，但與電氣的相性不合而導電。                                                               | 14                                                 |
| 潘負恐獸 パーンマイナソー Pan Minasaur                                         | 半獸半人型魔物 | 磁石目潘科                   | Don次郎                | 185cm ～ 45.3m  | 278kg ～ 681.1t   | 離別之港         | 469    | 掌管幻獸「潘」傳說的負恐獸。 從山羊般的長角照射磁力射線，忌妒地嘶吼著“分開！（ワカレロー！）”，羈絆強烈者之間則會受到飛離的痛苦。 如磁石的S與S，N與N般，同極結構同樣產生相互排斥力的性質。 | 1.自磁鐵·吸引力·藝人的Don次郎老師的「被戀人甩了很傷心」情感所產生的負面情緒中誕生。 2.磁力射線的排斥力，以親子或同伴間，彼此間的羈絆強度作比例。 3.嘶吼著“緊黏！（クッツケー！）”，可將周圍的物質以反極的性質給予吸著，甚至能將行動封印。                | 15、35                                             |
| 鬼船負恐獸 ゴーストシップマイナソー Ghost ship Minasaur                        | 不死型魔物     | 熊手目鬼船科                 | 濱野江美子             | 188cm ～ 45.8m  | 296kg ～ 725.2t   | 美珠町的濱邊     | 422    | 掌管幻獸「鬼船」傳說的負恐獸。 如船般在海岸邊游泳，急躁地嘶吼著“彩虹！（ニジー！）”，將砂塵灑散使人們呼吸困難痛苦。 另外能投射出結實的漁網，將國王滄龍捕獲                                 | 1.自補習班老師濱野江美子的「想再看彩虹」願望情感所產生的負面情緒中誕生。 2.從主砲發射砂爆彈將敵人活埋，並捲起砂塵將自己隱藏。 3.用熊手般的手在沙灘挖掘，其實是為了尋找彩虹=月虹貝。                                                                      | 17                                                 |
| 魔像負恐獸 ゴーレムマイナソー Golem Minasaur                                   | 岩石型魔物     | 許願石目魔像科               | 許願石                 | 189cm ～ 181.7m | 293kg ～ 1875.2t  | 許願石的祠堂     | 506    | 掌管幻獸「魔像」傳說的負恐獸。 擁有堅硬的身軀，痛苦地嘶吼著“！！（オネガイー！チョーダイー！）”，吸收人們的苦惱願望。 吸收龍裝者想打倒負恐獸的願望，來解除龍裝變身。                       | 1.並非人類，而是置於神社的「許願石」，每天不停許願而無法休息的負面情緒中誕生。 2.將石頭切割成兩半，不但無法消滅負恐獸反而增加成兩個。 3.再次合體時，可變得超巨大。                                                                                       | 18                                                 |
| 阿拉克妮負恐獸 アラクネーマイナソー Arachne Minasaur                           | 半獸半人型魔物 | 哨子目阿拉克妮科             | 飯村美佐子             | 184cm ～ 45.1m  | 262kg ～ 641.9t   | 規則的學校       | 335    | 掌管幻獸「阿拉克妮」傳說的負恐獸。張開蜘蛛般的陷阱等待獵物到來，苦惱地嘶吼著“規則！（ルールルルル！）”，將破壞規則的人們與龍裝者，關進不可思議的教室。                                     | 1.自小學的飯村美佐子老師的「學生們應該遵守規則」情感所產生的負面情緒中誕生。 2.哨子吹起時，違反規則者將被送到教室禁閉。 3.違反規則皆平等給予懲罰，實際上懷茲魯也因此被關。                                                                               | 19                                                 |
| 魔法書負恐獸 グリモワールマイナソー Grimoire Minasaur                          | 物質型魔物     | 素描簿目魔法書科             | 生太郎                 | 33cm ～ 8.1m    | 700g ～ 1.7t      | 至高的畫室       | 200    | 掌管幻獸「魔法書」傳說的負恐獸。 乍看像似素描簿，其實是本能將所描繪的實物出現的魔導書。 懷茲魯用來描繪監牢，陸續將龍裝者監禁。                                                             | 1.自恭平的兄長生太郎的「想畫得更多」願望情感所產生的負面情緒中誕生。 2.巨大成長後的負恐獸被懷茲魯用來描繪自畫像，而巨大懷茲魯因此出現。 | 20                                                 |
| 死靈術士負恐獸 ネクロマンサーマイナソー Necromancer Minasaur                   | 不死型魔物     | 棺桶目死靈術士科（自然發生） | 粉紅大師               | 190cm ～ 46.6m  | 285kg ～ 698.2t   | 黄泉的世界       | 448    | 掌管幻獸「死靈術士」傳說的負恐獸。 用咒術的力量潛藏在死後世界，壓抑地嘶吼著“代替！（カワッテー！）”，並奪走地球上各種生物的生命，代替的是死者因此甦醒。                                    | 1.自在死後世界的粉紅大師對弟子們的擔心情緒中誕生。 2.羽依的母親因此甦醒，並教會羽依隱藏在漢堡排內的味道。 | 22                                                 |
| 矮人負恐獸 ドワーフマイナソー Dwarf Minasaur                                   | 妖精型魔物     | 空手目矮人科                 | 八尾増麻央             | 186cm ～ 45.6m  | 273kg ～ 688.9t   | 修行之道         | 312    | 掌管幻獸「矮人」傳說的負恐獸。 用強韌的拳頭擺出獨特的架勢，大聲地嘶吼著“點心！（點心！）”，用空手道破壞了街道。由土砂煉成完整蛋糕狀的高牆，從中放出甜點光束的百葉窗折疊攻擊是必殺技。      | 1.自空手道道場的獨生女八尾増麻央「跟最喜歡的他去巴黎修行，想成為糕點師」這一願望被否定的負面情緒而誕生。 2.並不是對父親達造古板的想法可惜（オカシー！）的嘆息，其實是想做點心（お菓子）的呼聲。                                                          | 24                                                 |
| 死神負恐獸 グリム・リーパーマイナソー Grim Reaper Minasaur                     | 不死型魔物     | 資料通信目死神科             | Aniking                | 185cm ～ 45.3m  | 286kg ～ 700.7t   | 網路的世界       | 423    | 掌管幻獸「死神」傳說的負恐獸。 拿著鋒利的大鐮刀，開心地嘶吼著“就這樣吧！（こんな感じ！）”，將觀看克雷昂視頻的人的靈魂奪走。                                                                | 1.自發佈網絡視頻的大哥，誤飲克雷昂體液而誕生。 2.像數據一樣電子化的存在，通過互聯網，能向全世界發送自己的分身。除非分身返回實體變為統一的狀態，否則不能打倒。                                                                                            | 25                                                 |
| 百百目鬼負恐獸 ドドメキマイナソー Dodomeki Minasaur                            | 半獸半人型魔物 | 剪刀目百百目鬼科             | 須藤千佳               | 181cm ～ 44.3m  | 277kg ～ 678.6t   | 衝擊的擂台       | 843    | 掌管幻獸「百百目鬼」傳說的負恐獸。 全身有無數的眼，哭泣地嘶吼著“想要！（欲しい！）”，放出光束奪走了人們的溫柔從而引發了爭鬥。                                                              | 1.自被戀人甩了的須藤千佳對「想要溫柔」這一願望的渴望的負面情緒而誕生。 2.因為背上也有眼睛，所以從怎樣的角度攻擊也能看透。 3.向被奪走溫柔後，變得像小時候一樣兇暴。                                                                                       | 26 - 27                                            |
| 巴力西卜負恐獸 ベルゼブブマイナソー Beelzebub Minasaur                         | 惡魔型魔物     | 王冠目巴力西卜科             | 伊藤蘭斗               | 0.2mm ～ 45.3m  | 0.5mg ～ 673.7t   | 人類的體內       | 396    | 掌管幻獸「巴力西卜」傳說的負恐獸。 用微小的身體，哭泣地嘶吼著“進洞啦！（アナハイルー！）”，侵入明日奈的體內，並寄生在肺中。                                                                | 1.自性格細膩的伊藤蘭斗的「被叫做水蚤男爵的綽號」的負面情緒而誕生。 2.自己受到攻擊的話，會對用長長的尾巴包住的心臟給予損傷痛苦，所以不能對其出手。 | 28                                                 |
| 騷靈負恐獸 ポルターガイストマイナソー Poltergeist Minasaur                     | 不死型魔物     | 屋敷目騷靈科                 | 毛絨玩具               | 188cm ～ 46.1m  | 276kg ～ 676.2t   | 嘆息的垃圾回收場 | 503    | 掌管幻獸「騷靈」傳說的負恐獸。 接連取出被扔掉的垃圾，大聲地嘶吼著“我不是垃圾！（ミージャナーイ！）”，製造出大量的毒氣。                                                                    | 1.並非人類，而是由包含アユム的ガオくん（毛絨玩具）「明明不是垃圾卻被扔掉的東西」的悲哀的負面情緒而誕生。 2.有著受到攻擊就會從身體發出毒氣的特性，迦基雷斯打算利用這個毀滅人類。 3.負恐獸自身是不喜歡戰鬥的溫順性格。                                     | 29                                                 |
| 杜拉漢負恐獸 デュラハンマイナソー Dullahan Minasaur                            | 不死型魔物     | 馬車目杜拉漢科               | 三浦敦史               | 186cm           | 282kg             | 反被怨恨的戰場   | 974    | 掌管幻獸「杜拉漢」傳說的負恐獸。 兩腕裝備著長劍，尖叫地嘶吼著“Gukapuri！（ゲカプリー！）”，放出使女性的眼皮無法打開的射線四處肆虐。                                                        | 1.自被稱為外科醫王子的三浦敦史的「不能和高規格的自己結婚是女性不好」這種以自我為中心的負面情緒而誕生。 2.除了雙臂的刀刃的攻擊力，還兼備堅固的防禦力、快速的腳力等，但是內部卻很脆弱。                                                                    | 30                                                 |
| 妖精負恐獸 フェアリーマイナソー Fairy Minasaur                                 | 妖精型魔物     | 蝴蝶目妖精科                 | 拿著小號的青年         | 48.8m ～ 79.8m  | 718.8t ～ 1198.0t | 氣候宜人的天空   | 811    | 掌管幻獸「妖精」傳說的負恐獸。 用5枚大翅膀在空中漂浮，演奏著讓聽者感到快樂的音樂，讓人們不由自主的痛苦跳舞。                                                                               | 1.自拿著小號的青年「沒有練習演奏的地方」的負面情緒而誕生。 2.可以從眼睛放出強而有力的光束，也能用伸縮自如的觸手攻擊周圍。 | 31                                                 |
| 傑克南瓜燈負恐獸 ジャックオーランタンマイナソー Jack-o'-lantern Minasaur       | 野菜型魔物     | 南瓜目傑克南瓜燈科           | 德倫兵                 | 184cm ～ 45.1m  | 280kg ～ 686.0t   | 憎恨的暗雲       | 831    | 掌管幻獸「傑克南瓜燈」傳說的負恐獸。 分發糖果產生烏雲，輕聲地嘶吼著“好狠啊！（ニクイー！）”，降下七色的雨，沐浴在雨中的人們被憎恨所支配，開始紛爭。                                        | 1.並非人類，而是由被虐待的「德倫兵的不滿」的負面情緒中誕生。 2.可以發射糖果光線吸收人們的憎恨。 3.可以用萬聖節雨傘飛上雲層，喜歡悠閒地曬太陽。 | 32                                                 |
| 西爾芙負恐獸 シルフマイナソー Sylph Minosaur                                   | 妖精型魔物     | 速度目西爾芙科               | 幸田沙希               | 183cm ～ 44.8m  | 270kg ～ 661.5t   | 絕對優勢的道路   | 462    | 掌管幻獸「西爾芙」傳說的負恐獸。 一邊用像風一樣的速度快跑，一邊地嘶吼著“再快些！（モットー！）”，玩弄了龍裝者，不僅速度快，而且擅長使用武器。                                              | 1.自賽車手幸田沙希對「想回應周圍的期待」的負面情緒而誕生。 2.它的誕生是為了從普利夏斯手中取回懷茲魯的心臟卡片。 | 36                                                 |
| 地精負恐獸 ノームマイナソー Gnome Minosaur                                     | 妖精型魔物     | 大白衣目地精科               | 谷口京子               | 182cm ～ 44.6m  | 273kg ～ 668.8t   | 靜默的地底       | 891    | 掌管幻獸「地精」傳說的負恐獸。 潛伏在地底深處，輕微地嘶吼著“不要！”，用看不見的導彈瞄準龍裝者射擊，擔任懷茲魯和迦基雷斯組合攻擊的掩護角色。                                                | 1.自醫生谷口京子「不想讓兒子一郎受危險」的負面情緒而誕生。 2.可以用喇叭聲納捕捉使用龍裝魂的聲音來確定正確的位置。 3.潛藏在地底的能力是因為京子是胃鏡醫生。                                                                                               | 37                                                 |
| 卡律布狄斯負恐獸 カリブディスマイナソー Charybdis Minosaur                     | 海獸型魔物     | 水塔目卡律布狄斯科           | 迦基雷斯               | 185cm ～ 45.3m  | 281kg ～ 688.4t   | 滿意的水壩       | 396    | 掌管幻獸「卡律布狄斯」傳說的負恐獸。 從河流等水源搶奪水，憤怒地嘶吼著“為什麼！”，用強力的激流射擊亂射四處肆虐。                                                                            | 1.自德鲁伊東族的幹部迦基雷斯「被普利夏斯奪走心臟，已無退路」的負面情绪而誕生。 2.可以在頭頂部的儲水罐中儲存水，作為攻擊的能量。 3.如果擁有像水庫一樣大量的水，可以進行超強力的旋風攻擊。                                                                 | 38                                                 |
| 巫師負恐獸 ウィザードマイナソー Wizard Minosaur                                | 魔人型魔物     | 大禮帽目巫師科               | 打扮成聖誕老人的魔術師 | 184cm           | 272kg             | 魔法的聖誕夜     | 718    | 掌管幻獸「巫師」傳說的負恐獸。 揮舞著魔杖，開心地嘶吼著“魔法！”，把聖誕節變成了新年，讓孩子們失望。                                                                                        | 1.自打扮成聖誕老人的魔術师「恐怖」的負面情绪中誕生。 2.實際上並不是魔法，而是秘密的魔術。 3.因此只要被奪走魔杖就不能進行攻擊了。 | 39                                                 |
| 撒旦負恐獸 サタンマイナソー Satan Minosaur                                     | 惡魔型魔物     | 惡夢目撒旦科                 | 詛咒之鏡、諦人         | 187cm ～ 45.8m  | 281kg ～ 688.4t   | 恐怖的霧中       | 409    | 掌管幻獸「撒旦」傳說的負恐獸。 以可怕的形象和霧一起出現，兇暴地嘶吼著“恐懼！（フィアー！）”，將人們害怕的東西一個接一個的現形折磨著人們，能用霧的力量吸收對手感到的恐怖，增加力量。        | 1.不是來自人類，而是由映照出恐懼的「詛咒之鏡」的「被人們所遺忘，不再被任何人所害怕」的負面情緒誕生。 2.諦人在夢中看到的恐怖，是惡魔的姿態實體化的東西。 3.擁有對抗各種龍裝魂技能的力量，是最強的負恐獸。                                                 | 40、47                                             |
| 魅影負恐獸 ファントムマイナソー Phantom Minosaur                               | 怪人型魔物     | 歌劇院目魅影科               | 玉田                   | 186cm ～ 45.6m  | 285kg ～ 698.2t   | 隱藏的小房間     | 481    | 掌管幻獸「魅影」傳說的負恐獸。 藏在戲棚裡，高亢地嘶吼著“賣座！（ウレル！）”，打算按照懷茲魯考慮的劇本讓龍裝者扮演戲劇並將他們埋葬。                                                        | 1.自劇作家玉田「想做出最暢銷的戲劇」這一願望的負面情緒而誕生。 2.可以實現通過用特殊的筆寫出的文字的內容。 3.無法違背決定的故事。 4.但是頁面被破壞的話效果就會消失。                                                                                      | 42                                                 |
| 獅鷲負恐獸 グリフォンマイナソー Griffon Minosaur                               | 鳥獸型魔物     | Gangler目獅鷲科              | 迦尼瑪・諾希亞迦魯達   | 185cm           | 272kg             | 寶藏的下落       | 940    | 掌管幻獸「獅鷲」傳說的負恐獸。 利用雙手的劍以及飛行特性而擁有強勁的空陸兩戰能力，憤怒的嘶吼著“寶藏啊！”意圖搶奪所有可解開金庫的轉盤戰機。                                                  | 1.德魯伊東族的負恐獸，自Gangler的怪人迦尼瑪・諾希亞迦魯達所誕生。 2.於最後被龍裝者、魯邦連者及巡邏連者三大戰隊給合力殲滅。 | 《劇場版 騎士龍戰隊龍裝者VS魯邦連者VS巡邏連者》    |
| 動作導演負恐獸 アクション監督マイナソー                                        | 型魔物         | 目 科                        |                        | cm              | kg                |                  |        | 掌管幻獸「」傳說的負恐獸。 | | 《魔進戰隊煌輝者VS龍裝者》                         |
| 時代劇導演負恐獸 時代劇監督マイナソー                                          | 型魔物         | 目 科                        |                        | cm              | kg                |                  |        | 掌管幻獸「」傳說的負恐獸。 | | 《魔進戰隊煌輝者VS龍裝者》                         |
| 賭博導演負恐獸 ギャンブル監督マイナソー                                        | 型魔物         | 目 科                        |                        | cm              | kg                |                  |        | 掌管幻獸「」傳說的負恐獸。 | | 《魔進戰隊煌輝者VS龍裝者》                         |
| 女士導演負恐獸 レディース監督マイナソー                                        | 型魔物         | 目 科                        |                        | cm              | kg                |                  |        | 掌管幻獸「」傳說的負恐獸。 | | 《魔進戰隊煌輝者VS龍裝者》                         |

#### 古代負恐獸（）
最初在地球上誕生的負恐獸。
始祖負恐獸
屬性：龍型魔物
分類：古代種
宿主：尤諾
身高：5.7m ～ 46.8m
體重：861kg ～ 703.1t
分布：過去和現在
狀態：6500萬年前所誕生的古代負恐獸。擁有穿越過去以及現在的時空能力。
機密：1.自龍裝族族長的女兒尤諾的負面情緒而誕生。
2.最後被龍裝者打敗。
登場：《騎士龍戰隊龍裝者 THE MOVIE 時空穿梭！恐龍大恐慌!!》

#### 下級兵卒
跟幹部們一樣腰帶上有一個類似相西洋棋的棋盤型扣帶。
德倫兵
別譯名為祭龍兵 。
本作中的雜兵，德魯伊東族的戰鬥員，外型有如西洋棋的士兵，設計源自羅馬帝國的重裝步兵。於第1話登場。
聽從德魯伊東族幹部們的指示戰鬥。強悍的人造生命體士兵。
使用武器為長矛，槍頭能發射出紫色能量彈，經常將盾牌安插在背部，第2話正式使用盾牌為武器。
第8話被懷茲魯偽裝成他的模樣。
第22話被死靈術士負恐獸以3名戰鬥員交換生命作為代價，並讓坦克喬再次復活。
第32話時因被虐待而產生不滿的情緒，因此成為傑克南瓜燈負恐獸的宿主。

#### 德魯伊東族戰力
巨大戰力。
太空龍
屬性：龍型魔物
分類：太空怪獸
身高：59.0m
體重：886.9t
分布：宇宙
狀態： 被惡魔般的改造手術全身強化的宇宙怪獸，在角發光的同時放大能量，放出激烈的電擊壓倒騎士龍，背部能張開大翅膀進行飛行。
機密： 1.普利夏斯最愛的寵物，按照命令摧毀了100多個行星。
2.通常都被壓縮在膠囊裡。
別譯名為斯佩帕德龍。
第34話以壓倒性的力量將騎士龍王噴射擊敗。
第35話被初次登場的王者騎士龍王消滅。
登場話數：第34話〜第35話

#### 第三勢力
蓋索古（怨念）
聲：關智一
香港CV：待確認／台灣CV：張至超
變身者：佤爾瑪、綠大師、莉塔&天晴&斯汀格、洋
由龍裝族的謎之騎士所穿戴的紫色鎧甲，同時也是騎士本身。
大約在6500萬年前，由當時的龍裝族族長——佤爾瑪開發，作為對抗德魯伊東族的主要戰力。
雖然誕生瞭如鬼神般的強大，但長期穿著鎧甲的人總有一天會被精神脆弱的部分所支配，隱藏著只是為了追求最強而戰鬥的怪物的詛咒的力量。
第32話因龍裝者利用傑克南瓜燈負恐獸的能力，將鎧裝具身上的怨念全部吸收，最後鎧裝具的怨念完全消失。
登場話數：第12話-第13話、第20話、第26話-第27話、第29話-第32話

## 龍裝者的裝備

### 共同裝備
- 龍裝變身器（リュウソウチェンジャー，Ryusoul Changer）

音效：關智一
龍裝者所使用的手環型變身器，可透過置入龍裝魂進行變身，喊出「龍魂變身」，音效為「優異！帥氣龍裝」。
按動右下方的按鈕可與他人通話或者召喚騎士龍前來助陣。
- 龍裝劍（リュウソウケン，Ryusoul Ken）

龍裝者所使用的劍型武器，可置入三種不同用途的龍裝魂。
- 變身用：可發動必殺技「龍魂斬（ディーノスラッツユ）」，音效為「來了！來了！來了！來了！就是這氣勢！劍風威武！（そた！そた！そた！そた！その調子！劍ボーソ！！）」。
- 強化用：可使用強龍裝，變身音效為「強！龍！裝！沒錯！就是這感覺（強！リユウ！ソウ！そう！この感じ！）」，必殺技音效則為「超強！超強！超強！超強！鬥志激昂！劍風無雙！！（超！超！超！超！この感じ！劍ボーソ•ボーソ•ボーソ•ボーソ！！）」。
- 龍裝用：可使用不同騎士龍的的特殊能力，右手會裝上裝甲，變身音效為「龍！裝！沒錯！沒錯！就是這感覺（リユウ！ソウ！そう！そう！この感じ！）」，必殺技音效則為「來了！來了！來了！來了！就是這氣勢！劍風威武！（そた！そた！そた！そた！その調子！劍ボーソ！！）」。

- 龍裝扣帶（リュウソウバックル，Ryusoul Buckle）

龍裝者所配戴的腰帶，收納盒為蛋的形狀可存放變身用龍裝魂，右腰可存放強化用或龍裝用的龍裝魂，左腰可插入龍裝劍。
- 龍裝魂（リュウソウル，Ryusoul） 台譯：龍魂

本作中主要道具，透過所寄宿的騎士龍之力，可進行變身、強化、龍裝，龍裝用的龍裝魂即使不在變身狀態亦可使用，共有魂模式與騎士模式。
- 魂模式：龍裝者使用龍裝劍將騎士龍的力量附著於身上，龍裝後右手會裝上裝甲並使出屬於該騎士龍的特殊能力，可增加戰鬥的技能。
- 騎士模式：龍裝者召喚騎士龍，將龍裝魂丟擲出去，龍裝魂變為騎士，騎在騎士龍的背上，進行龍裝合體，龍裝魂搭載於頭部上。

第23話得知龍裝魂是有壽命期限的，可用挖掘的方式或者是同伴之間互相交換的形式獲得，不同種類的龍裝魂不只一個，另外龍裝魂得獲得該龍裝魂所屬的騎士龍認可才能進行使用。
第31話得知由於龍裝魂不是為了內鬥而製造出來的，因此部分龍裝魂無法對龍裝者造成的傷害產生作用。
變身用
| 名稱                  | 原文                 | 恐龍造型 | 簡介                                                                             | 首次登場話數                                    | 備註                                   |
| --------------------- | -------------------- | -------- | -------------------------------------------------------------------------------- | ----------------------------------------------- | -------------------------------------- |
| 紅龍魂 Red Ryusoul    | レッドリュウソウル   | 暴龍     | 搭檔暴龍之魂刻劃於此，並能藉此變身成龍裝紅                                       | 《連續4週特別篇 超級戰隊最強對戰!!》 01         | 可發動必殺技及召喚搭檔暴龍             |
| 藍龍魂 Blue Ryusoul   | ブルーリュウソウル   | 三角龍   | 長劍三角龍之魂刻劃於此，並能藉此變身成龍裝藍                                     | 01                                              | 可發動必殺技及召喚長劍三角龍           |
| 粉紅龍魂 Pink Ryusoul | ピンクリュウソウル   | 甲龍     | 粉紅戰錘龍之魂刻劃於此，並能藉此變身成龍裝粉紅                                   | 01                                              | 可發動必殺技及召喚粉紅戰錘龍。         |
| 綠龍魂 Green Ryusoul  | グリーンリュウソウル | 劍齒虎   | 騎槍劍齒虎之魂刻劃於此，並能藉此變身成龍裝綠                                     | 04                                              | 可發動必殺技及召喚騎槍劍齒虎。         |
| 黑龍魂 Black Ryusoul  | ブラックリュウソウル | 針龍     | 針刺劍龍之魂刻劃於此，並能藉此變身成龍裝黑                                       | 04                                              | 可發動必殺技及召喚針刺劍龍。           |
| 金龍魂 Gold Ryusoul   | ゴールドリュウソウル | 滄龍     | 國王滄龍之魂刻劃於此，並能藉此變身成龍裝金                                       | 14                                              | 可發動必殺技及召喚國王滄龍。           |
| 鎧裝魂 Gaisoul        | ガイソウル           | 暴龍     | 可變身成鎧裝具                                                                   | 33                                              |                                        |
| 頂極龍魂 MAX Ryusoul  | マックスリュウソウル |          | 極限龍裝變身器使用的特殊龍裝魂，最強的騎士之魂刻劃於此，可變身並強化成頂級龍裝紅 | 33                                              |                                        |
| 魯邦龍魂 Lupin Soul   | ルパンソウル         |          | 紅、藍、黃轉盤戰機之魂刻劃於此，並能藉此變身成魯邦紅、魯邦藍和魯邦黃             | 《劇場版 騎士龍戰隊龍裝者VS魯邦連者VS巡邏連者》 | 總共3個，由高尾諾爾利用X變身器製造而成 |

強龍裝
| 名稱                   | 原文               | 恐龍造型 | 簡介 | 首次登場話數               | 備註                                                                   |
| ---------------------- | ------------------ | -------- | --- | -------------------------- | ---------------------------------------------------------------------- |
| 燃火龍魂 MERAMERA Soul | メラメラソウル     | 異齒龍   | 火山劍龍之魂刻劃於此，可穿上燃燒強龍裝，可以使用火元素的技能                                                           | 11                         | 可發動必殺技及召喚火山劍龍。起初由龍裝紅使用，其後龍裝黑亦能使用。     |
| 電光龍魂 BIRIBIRI Soul | ビリビリソウル     | 棘龍     | 閃電棘龍之魂刻劃於此，可穿上雷電強龍裝，可以使用雷元素的技能                                                           | 14                         | 可發動必殺技及召喚火山劍龍和國王滄龍合體成閃電棘龍。                   |
| 疾風龍魂 BYUBYU Soul   | ビュービューソウル | 角鼻龍   | 搭檔恐龍之魂刻劃於此，可穿上暴風強龍裝，可以使用風元素的技能                                                           | 29                         | 可發動必殺技及召喚搭檔恐龍。起初由鎧裝具使用，其後龍裝綠亦能使用。     |
| 暗黑龍魂 KURAYAMI Soul | クラヤミソウル     | 伶盜龍   | 暗影猛龍之魂刻劃於此，可穿上闇黑強龍裝，可以使用暗元素的技能，龍裝後可召喚小型黑洞，可把一切事物都吸入                 | 21                         | 可發動必殺技及召喚暗影猛龍。                                           |
| 閃耀龍魂 KAGAYAKI Soul | カガヤキソウル     | 伶盜龍   | 光明猛龍之魂刻劃於此，可穿上光輝強龍裝，可以使用光元素的技能，龍裝後可把一切事物回復原狀，甚至可為受傷的人進行治療     | 21                         | 可發動必殺技及召喚光明猛龍。                                           |
| 宇宙龍魂 COSMO Soul    | コスモソウル       | 伶盜龍   | 宇宙猛龍之魂刻劃於此，可穿上宇宙強龍裝，可以使用宇宙元素的技能                                                         | 22                         | 可發動必殺技及召喚暗影猛龍和閃耀猛龍合體成宇宙猛龍                     |
| 土岩龍魂 DOSHIN Soul   | ドッシンソウル     | 冥河龍   | 厚頭袋鼠龍之魂刻劃於此，可穿上拳擊強龍裝，可以使用大地元素的技能，可用超龍音速拳讓敵人的裝甲振動，對內部直接給予傷害。 | 27                         | 可發動必殺技及召喚厚頭袋鼠龍。起初由龍裝藍使用，其後龍裝粉紅亦能使用。 |
| 冰冽龍魂 HIEHIE Soul   | ヒエヒエソウル     | 翼龍     | 冰雪翼龍之魂刻劃於此，可穿上冰河強龍裝，可以使用冰元素的技能，可將斗篷控制成翅膀飛行，使用必殺的暴雪超龍斬擊敗敵人。   | 31                         | 可發動必殺技及召喚冰雪翼龍。起初由龍裝紅使用，其後龍裝藍亦能使用。     |
| 煌輝龍魂 Kiramei Soul  |                    |          | 充瑠的想像力並畫於素描本中煌輝裝龍裝紅，進而讓紅龍魂變化而成的龍魂，並能藉此穿上煌輝強龍裝                             | 《魔進戰隊煌輝者VS龍裝者》 |                                                                        |

龍裝用
| 名稱                 | 原文           | 恐龍造型   | 簡介                                                                             | 首次登場話數                            | 備註                                                                                 |
| -------------------- | -------------- | ---------- | -------------------------------------------------------------------------------- | --------------------------------------- | ------------------------------------------------------------------------------------ |
| 怒龍魂 TSUYO Soul    | ツヨソウル     | 勞氏鱷     | 強裝龍之魂刻劃於此，身體會强化並可迅速將敵人擊殺                                 | 《連續4週特別篇 超級戰隊最強對戰!!》 01 | 主要由龍裝紅使用                                                                     |
| 長龍魂 NOBI Soul     | ノビソウル     | 賴氏龍     | 伸裝龍之魂刻劃於此，身體如橡皮般可伸展及變得柔軟                                 | 《連續4週特別篇 超級戰隊最強對戰!!》 01 | 主要由龍裝藍使用                                                                     |
| 沉龍魂 OMO Soul      | オモソウル     | 腕龍       | 重裝龍之魂刻劃於此，可控制重力和鐵球                                             | 01                                      | 主要由龍裝粉紅使用                                                                   |
| 迅龍魂 HAYA Soul     | ハヤソウル     | 小盜龍     | 快裝龍之魂刻劃於此，可加快移動速度進行快攻                                       | 《連續4週特別篇 超級戰隊最強對戰!!》 01 | 主要由龍裝綠使用                                                                     |
| 剛龍魂 KATA Soul     | カタソウル     | 古巨龜     | 硬裝龍之魂刻劃於此，可使身體硬化以加強自身防禦力                                 | 01                                      | 主要由龍裝黑使用                                                                     |
| 聽龍魂 KIKE Soul     | キケソウル     | 異特龍     | 聽裝龍之魂刻劃於此，可增強聽力                                                   | 02                                      |                                                                                      |
| 臭龍魂 KUSA Soul     | クサソウル     | 風神翼龍   | 臭裝龍之魂刻劃於此，可釋出臭味                                                   | 02                                      | 第2話遭龍裝紅誤用，導致同伴身受其害                                                  |
| 明龍魂 MIE Soul      | ミエソウル     | 禽龍       | 看裝龍之魂刻劃於此，可增強視力                                                   | 02                                      |                                                                                      |
| 猛龍魂 MUKIMUKI Soul | ムキムキソウル | 雙冠龍     | 壯裝龍之魂刻劃於此，可展現二頭肌的力量                                           | 02                                      |                                                                                      |
| 微龍魂 CHISA Soul    | チーサソウル   | 馬普龍     | 小裝龍之魂刻劃於此，可使隨意縮小                                                 | 03                                      | 第3話將搭檔暴龍縮小，使牠能進入神殿。 第28話向和諦人藉此縮小，進入明日奈的體內。     |
| 眩龍魂 MABUSHI Soul  | マブシソウル   | 恐爪龍     | 耀裝龍之魂刻劃於此，以放出耀眼的光芒，令敵人睜不開眼。                           | 03                                      |                                                                                      |
| 潤龍魂 MIST Soul     | ミストソウル   | 原角龍     | 霧裝龍之魂刻劃於此，可解除石化或清除身上的雜質                                   | 03                                      | 第3話被萬羽使用來解除向的石化。 第17話諦人用來清除向和明日奈身上的沙子，但卻越用越差 |
| 輕龍魂 KARU Soul     | カルソウル     | 始祖鳥     | 輕裝龍之魂刻劃於此，可減輕重量                                                   | 03                                      |                                                                                      |
| 逆龍魂 GYAKU Soul    | ギャクソウル   | 副櫛龍     | 逆裝龍之魂刻劃於此，可令物體回復原本狀態                                         | 03                                      | 第7話明日奈以此用來偷偷修理她意外損毀的文物                                          |
| 辯龍魂 KOTAE Soul    | コタエソウル   | 埃德蒙頓龍 | 答裝龍之魂刻劃於此，可喚醒潛意識裡的記憶，讓他們回答他忘記的任何問題             | 05                                      | 第5話用來探討羽依的記憶                                                              |
| 滑龍魂 MIGAKE Soul   | ミガケソウル   | 厚頭龍     | 磨裝龍之魂刻劃於此，使物體像鏡子一樣光滑 可藉由光滑的表面敏捷移動 亦可反射太陽光 | 05                                      |                                                                                      |
| 嗅龍魂 KUNKUN Soul   | クンクンソウル | 慈母龍     | 聞裝龍之魂刻劃於此，可增強嗅覺                                                   | 05                                      |                                                                                      |
| 鼓龍魂 PUKUPUKU Soul | プクプクソウル | 高吻龍     | 肥裝龍之魂刻劃於此，可令物體膨脹                                                 | 06                                      |                                                                                      |
| 偽龍魂 KAKURE Soul   | カクレソウル   | 斑龍       | 隱裝龍之魂刻劃於此，可令物體隱藏                                                 | 08                                      |                                                                                      |
| 增龍魂 PUE Soul      | フエソウル     | 傷齒龍     | 增裝龍之魂刻劃於此，可使出分身                                                   | 《連續4週特別篇 超級戰隊最強對戰!!》 08 | 第8話用來製造騎士龍的分身，來欺騙懷茲魯                                              |
| 轉龍魂 MAWARI Soul   | マワリソウル   | 猶他盜龍   | 轉裝龍之魂刻劃於此，可令物體高速旋轉 擾亂對方的眼睛。                            | 09                                      |                                                                                      |
| 眠龍魂 NEMU Soul     | ネムソウル     | 冰冠龍     | 睡裝龍之魂刻劃於此，可令對方睡著                                                 | 09                                      |                                                                                      |
| 乾龍魂 KAWAKI Soul   | カワキソウル   | 厚鼻龍     | 乾裝龍之魂刻劃於此，可化解濃霧                                                   | 12                                      |                                                                                      |
| 柔龍魂 YAWARAKA Soul | ヤワラカソウル | 似鴕龍     | 軟裝龍之魂刻劃於此，可令物件變軟                                                 | 19                                      |                                                                                      |
| 相處魂 NAYAKOSA Soul | ナカヨサソウル | 古似鳥龍   | 相處龍之魂刻劃於此                                                               | 未出現                                  |                                                                                      |
| 祈願龍魂 KANAE Soul  | カナエソウル   | 五彩冠龍   | 願裝龍之魂刻劃於此，可實現任何願望                                               | 23(未使用)                              | 第23話被金浪找到，但沒有使用。據說當年龍裝族發生內戰的原因之一為爭奪此龍裝魂。       |

### 龍裝金裝備
- 猛者變身槍（モサチェンジャー，Mosa Changer）

龍裝金所使用的槍型變身器。
使用騎士龍・國王滄龍的力量，龍裝金變身！
變身用的金龍魂插入猛者變身槍→槍頭的盔甲大轉動→扣下扳機，龍裝金變身！
披上騎士強龍・SpinoThunder的靈魂強龍裝！
強龍裝用的電光龍魂插入猛者變身槍，槍身的背鰭展開→槍頭進行往復動作刻劃出節奏「めっさ(超級)！」「ノッサ(出類)！」「モッサ(拔萃)！」「ヨッシャ(太棒了)！この感じ(就是這感覺)！」 → 扣下扳機，雷之強龍裝強化完成！
- 猛者長劍（モサブレード，Mosa Blade）

龍裝金的劍型武器。
操作手把進行往復動作，劍刃牙震動，各種音效發動！其威力甚至連德倫兵的盾牌都能一刀兩斷！
插入龍裝魂 → 手把往復動作充填能量 → 扣下扳機，必殺技攻擊！
- 猛者粉碎者（モサブレイカー，Mosa Breaker）

由猛者變身槍與猛者長劍組合而成的武器
- 龍裝扣帶G（リュウソウバックルG，Ryusoul Buckle G）

龍裝金的腰帶，正前方可存放變身用龍裝魂，右腰可存放強化用或龍裝用的龍裝魂。

### 鎧裝具裝備
- 鎧裝劍（ガイソーケン，Gaisoul Ken）

鎧裝具所使用的劍型武器，也是鎧裝具所使用的變身劍，外型為紫色的龍裝劍，可使用必殺技「遠古破刃滅」，於《騎士龍戰隊龍裝者 THE MOVIE 時空穿梭！恐龍大恐慌!!》中得知該武器在最初為6500萬年前龍裝族的族長“佤爾瑪”所開發出來。
裝填疾風龍魂後便可發動必殺招—— 「鎧裝斬」。

### 極限龍裝紅裝備
- 極限龍裝變身器（マックスリュウソウチェンジャー，Max Ryusoul Changer）

龍裝紅專屬的爪型變身器，可透過置入極限龍裝魂變身成極限龍裝紅，也是極限龍裝紅的專屬武器，喊出「頂極變身」，音效為「絕頂優異」，於第33話登場。
從3條鋒利的爪子發出強大的爪子攻擊，另外透過置入兩種龍裝魂，可使出不同的合體技，必殺技為「無盡獠爪（エバーラスティソグクロー）」。
最終話時被向放置在紀念洋的墓碑上，隨後跟著風消散。

### 貴族裝備
- 龍裝聖劍（リュウソウカリバー，Ryusoul Calibur）

藏於天空的神殿裡中的一把「傳說之聖劍」，也是封印德魯伊東族首領——埃拉斯的關鍵物，變身口號為「解放靈魂吧，龍裝聖劍」拉動握把後強化變身完成，第38話登場。
為了最大限度引發出騎士龍的力量被製作的龍裝族最強的聖劍。
使用龍裝魂和強龍裝魂放出各種必殺劍將敵人擊敗。
需要向和金浪的成長之力和牽絆，才能合力地從岩石拔起，因此目前向或金浪能使用。
裝填龍裝魂後便可發動必殺招—— 「超級龍魂斬（スーパーディーノスラッツユ）」。
裝填變身龍裝魂後便可發動必殺招—— 「究极恐龍斬（エクストリームディーノスラッツユ）」
裝填強龍裝魂後便可發動必殺招—— 「终極龍魂斬（アルティメトディーノスラッツユ）」

## 騎士龍
騎士龍是為了對抗德魯伊東族而由龍裝族的祖先強化而來的披覆鎧甲的恐龍。龍裝者可通過龍裝變身器召喚。

### 搭檔暴龍（ ティラミーゴ，Tyramigo，音譯：堤拉米戈 ）
（寺杣昌紀聲 + 小倉敏博皮套演出／香港CV：陳卓智／台灣CV：張至超） 

【基本資料】
| 機體高度 | 機體寬度 | 機體長度 | 機體重量 | 機體航速 | 機組力量輸出 |
| -------- | -------- | -------- | -------- | -------- | ------------ |
| 44.0m    | 34.5m    | 68.0m    | 2350t    | 250km/h  | 1175萬馬力   |

龍裝紅的搭檔，同時也是騎士龍的領袖，為「暴龍」強化而成的騎士龍，除了火山異齒龍、國王滄龍、小不點袋鼠龍和雪暴翼龍之外擁有語言能力的騎士龍之一。於第一話尾段初登場。
拥有卓越的戰鬥技能，以銳利的牙齒和強韌的下顎將敵人咬碎，也可展現出以尾鞭狂暴揮舞的戰術。
兩肩除了加裝騎士加農砲外，還裝備鑽頭和迷你機槍等龍裝武器，另外在龍裝魂的協助下，能從口中吐出必殺的射線氣息。
平時不戰鬥時以等身形態與眾人生活，亦正因爲其性格夠開朗及有話直說，所以很受小朋友歡迎。
設計外型跟《未來戰隊時間連者》出現的V雷克斯極為相似。
名字為Tyrannous（暴龍的英語名稱）與Amigo（西班牙語和葡萄牙語中「朋友」的意思）結合而成。

### 長劍三角龍（ トリケーン，Trikeen，音譯：托里肯 ）
【基本資料】
| 機體高度 | 機體寬度 | 機體長度 | 機體重量 | 機體航速 | 機組力量輸出 |
| -------- | -------- | -------- | -------- | -------- | ------------ |
| 8.5m     | 8.5m     | 44.0m    | 100t     | 200km/h  | 50萬馬力     |

龍裝藍的搭檔，為「三角龍」強化而成的騎士龍。於第一話尾段初登場。
拥有卓越的刀劍技能，使用三根尖角和摺邊裝的防護盾向敵人突進，可展現出以長劍般的騎士劍技術性斬殺的戰術。
名字為Triceratops（三角龍的英語名稱）與Ken（日語中「劍」的意思）結合而成。

### 粉紅甲龍（ アンキローゼ，Ankyroze，音譯：安基羅塞；台譯：粉紅戰錘龍 ）
【基本資料】
| 機體高度 | 機體寬度 | 機體長度 | 機體重量 | 機體航速 | 機組力量輸出 |
| -------- | -------- | -------- | -------- | -------- | ------------ |
| 8.5m     | 8.5m     | 28.5m    | 100t     | 150km/h  | 50萬馬力     |

龍裝粉紅的搭檔，為「甲龍」強化而成的騎士龍。於第一話尾段初登場。
拥有卓越的鎚子技能，操控尾巴將敵人粉碎，可展現出以沉重的騎士鎚強力揮舞的戰術。
設計外型跟《獸電戰隊強龍者》出現的甲鎚龍近似。
名字為Ankylosaurus（甲龍的英語名稱）與Roze（荷蘭語中「粉紅色」的意思）結合而成。

### 騎槍劍齒虎（ タイガランス，Tigerance，音譯：泰格蘭斯；台譯：騎槍劍齒虎 ）
【基本資料】
| 機體高度 | 機體寬度 | 機體長度 | 機體重量 | 機體航速 | 機組力量輸出 |
| -------- | -------- | -------- | -------- | -------- | ------------ |
| 17.0m    | 26.0m    | 48.0m    | 500t     | 350km/h  | 250萬馬力    |

龍裝綠的搭檔，為未發現的新種恐龍「虎龍」強化而成的騎士龍。於第四話初登場。
拥有卓越的速度技能，以敏捷的動作擾亂，並以銳利的爪和牙齒狩獵敵人，可展現出以長槍般的騎士騎槍不停息猛攻的戰術。
設計外型跟《恐龍戰隊獸連者》出現的劍齒虎相似。
名字為Tigersaurus（虎龍的英語名稱）與Lance（英語中「長槍」的意思）結合而成。

### 刺針劍龍（ ミルニードル，Milleneedle，音譯：米爾尼德爾；台譯：針刺劍龍 ）
【基本資料】
| 機體高度 | 機體寬度 | 機體長度 | 機體重量 | 機體航速 | 機組力量輸出 |
| -------- | -------- | -------- | -------- | -------- | ------------ |
| 22.0ｍ   | 14.0m    | 40.5m    | 400t     | 250km/h  | 200萬馬力    |

龍裝黑的搭檔，為未發現的新種恐龍「針龍」強化而成的騎士龍。於第四話尾段初登場。
擁有卓越的攻擊技能，以覆蓋全身的銳利棘，強力擊退敵人，可展現出以劍山般的騎士刺針強勢射出的戰術。
名字為Needlesaurus（針龍的英語名稱）與Mille（英語中「千」的意思）結合而成

### 火山異齒龍（ ディメボルケーノ，Dimeborukeno，音譯：戴梅柏魯肯諾 ；台譯：火山劍龍）
(高木涉聲／香港CV：雷霆／台灣CV：余孟珂） 

【基本資料】
| 機體高度 | 機體寬度 | 機體長度 | 機體重量 | 機體航速 | 機組力量輸出 |
| -------- | -------- | -------- | -------- | -------- | ------------ |
| 23.1ｍ   | 16.2m    | 54.0m    | 550t     | 300km/h  | 275萬馬力    |

龍裝紅所召喚出，為「異齒龍」強化而成的騎士龍。於第十一話初登場。
懂得人類語言，喜好問答。
拥有卓越的火焰技能，以背中與尾之刃所產生的紅蓮之炎將敵人燃燒殆盡，可展現出以背鰭狀的騎士扇加熱的灼熱戰術。
第17話證實與國王滄龍互稱兄弟，算是與國王滄龍關係比較良好的陸地騎士龍。
第31話因眾人為了解開冰蛋的封印而找牠以無法回答問題的方式焚燒冰蛋，但最終失敗。
名字為Dimetrodon（異齒龍的英語名稱）與Volcano（英語中「火山」的意思）結合而成。

### 國王滄龍（ モサレックス ，Mosarex，音譯：莫沙雷克斯 ）
（竹內良太聲／香港CV：陳永信／台灣CV：張至超） 

【基本資料】
| 機體高度 | 機體寬度 | 機體長度 | 機體重量 | 機體航速 | 機組力量輸出 |
| -------- | -------- | -------- | -------- | -------- | ------------ |
| 16.0m    | 42.3m    | 89.1m    | 1950t    | 120節    | 975萬馬力    |

龍裝金的搭檔兼師傅，為「滄龍」強化而成的騎士龍。懂人類語言。於第十四話尾段初登場。
擁有卓越的潛海技能，能將波浪切割地在水中高速游泳，海之猛者。
三叉的尾巴騎士三叉戟能在波浪間順勢飛出咬住敵人，可展現出激烈的斬擊戰術。
因海之騎士龍的關係，使得金浪只要觸碰到水就可與其心靈感應。
過去因古代時期龍裝族的分裂事件影響，導致對於陸之龍裝族及所屬騎士龍在某程度上產生敵意。
名字為Mosasaurus（滄龍的英語名稱）與Rex（拉丁語中「國王」的意思）結合而成

### 指節菊石（ アンモナックルズ ，Ammoknuckles，音譯：亞摩納克魯斯 ）
【基本資料】
| 機體高度 | 機體寬度 | 機體長度 | 機體重量 | 機體航速 | 機組力量輸出 |
| -------- | -------- | -------- | -------- | -------- | ------------ |
| 6.1m     | 6.3m     | 13.2m    | 50t      | 80節     | 25萬馬力     |

國王滄龍的輔助騎士龍，為「菊石」強化而成的騎士龍，共有兩隻。於第十六話初登場。
擁有率領各種魚群在海中戰鬥。
名字為Ammonoidea（菊石的英語名稱）與knuckles（指節的英語名稱）結合而成

### 閃電棘龍（ スピノサンダー，Spinothunder，音譯：斯比諾桑德 ）
（高木涉、竹內良太聲／香港CV：雷霆、陳永信／台灣CV：余孟珂、張至超 ） 

【基本資料】
| 機體高度 | 機體寬度 | 機體長度 | 機體重量 | 機體航速 | 機組力量輸出 |
| -------- | -------- | -------- | -------- | -------- | ------------ |
| 41.5m    | 28.5m    | 88.7m    | 2600t    | 350km/h  | 1300萬馬力   |

由互稱「兄弟」的火山異齒龍與國王滄龍（加上兩隻指節菊石）靈魂合二為一後誕生，為棘龍姿態的合體騎士龍。於第十七話初登場。
擁有卓越的閃電技能，能釋放刺痛的雷霆，並能自在的操控。
可展現出強勁腳力的突進戰術。
名字為Spinosaurus（棘龍的英語名稱）與Thunder（雷電的英語名稱）結合而成。

### 暗影伶盜龍（ シャドーラプター，Shadowraptor，音譯：夏多拉普特 ；台譯：暗影猛龍）
【基本資料】
| 機體高度 | 機體寬度 | 機體長度 | 機體重量 | 機體航速 | 機組力量輸出 |
| -------- | -------- | -------- | -------- | -------- | ------------ |
| 21.3m    | 8.3m     | 36.3m    | 250t     | 350km/h  | 125萬馬力    |

龍裝金所召喚出，為「伶盜龍」強化而成的騎士龍。於第21話初登場。
擁有卓越的黑暗技能，可製作出強力黑洞將毒及瓦斯等物質吸入。
可展現出以尾巴的黑暗槍從影子中狩獵的狙擊戰術。
另外可召喚身為兄弟機體的閃耀伶盜龍。
名字為Velociraptor（伶盜龍的英語名稱）與Shadow（影子的英語名稱）結合而成。

### 閃耀伶盜龍（ シャインラプター，Shineraptor，音譯：夏恩拉普特 ；台譯：光明猛龍）
【基本資料】
| 機體高度 | 機體寬度 | 機體長度 | 機體重量 | 機體航速 | 機組力量輸出 |
| -------- | -------- | -------- | -------- | -------- | ------------ |
| 21.3m    | 8.3m     | 38.0m    | 250t     | 350km/h  | 125萬馬力    |

龍裝紅所召喚出，為「伶盜龍」強化而成的騎士龍。於第21話結尾登場。
擁有卓越的神聖技能，持有治癒效果的神聖之光將損傷迅速恢復。
可展現出以尾巴的光輝劍，迅速的一閃戰術。
另外可召喚身為兄弟機的暗影伶盜龍。
名字為Velociraptor（伶盜龍的英語名稱）與Shine（「閃耀」的英語名稱）結合而成。

### 宇宙伶盜龍（ コスモラプター，Cosmoraptor，音譯：寇斯莫拉普特 ；台譯：宇宙猛龍）
【基本資料】
| 機體高度 | 機體寬度 | 機體長度 | 機體重量 | 機體航速 | 機組力量輸出 |
| -------- | -------- | -------- | -------- | -------- | ------------ |
| 19.3m    | 16.3m    | 38.0m    | 500t     | 350km/h  | 250萬馬力    |

由閃耀伶盜龍和暗影伶盜龍靈魂合二為一後誕生的合體騎士龍。於第22話中後期登場。
龍裝紅所召喚出，為「伶盜龍」強化而成的騎士龍。
擁有卓越的空間技能，能吸收來自宇宙的能量，可穿越特殊空間及次元。
可展現出以頭部的宇宙護目鏡對空間的搜索戰術。
由宇宙的能量製作的閃耀伶盜龍和暗影伶盜龍，其實是此騎士龍所分裂成兩隻的。
6500萬年前，曾被德魯伊東族給搶奪去宇宙。
名字為Velociraptor（伶盜龍的英語名稱）與Cosmos（「宇宙」的英語名稱）結合而成。

### 厚頭袋鼠&豆丁袋鼠（ パキガルー&チビガルー，Pachygaroo&Chibigaroo，音譯：帕其格魯&奇比格魯 ）
【基本資料】
| 機體高度 | 機體寬度 | 機體長度 | 機體重量 | 機體航速 | 機組力量輸出 |
| -------- | -------- | -------- | -------- | -------- | ------------ |
| 21.7m    | 15.4m    | 28.8m    | 300t     | 250km/h  | 150萬馬力    |

龍裝紅所召喚出，為未發現的新種恐龍「厚頭袋鼠龍」強化而成的親子騎士龍。

#### 厚頭袋鼠（ パキガルー，Pachygaroo，音譯：帕其格魯 ）
【基本資料】
| 機體高度 | 機體寬度 | 機體長度 | 機體重量 | 機體航速 | 機組力量輸出 |
| -------- | -------- | -------- | -------- | -------- | ------------ |
| 21.7m    | 15.4m    | 28.8m    | 250t     | 250km/h  | 125萬馬力    |

為新種恐龍「厚頭袋鼠」強化而成的騎士龍。於第26話結尾登場。
擁有卓越的格鬥技能，利用雙拳對敵人作出快速的拳擊戰術。
雖身為強騎士龍，但本身並無語言能力，而且未有裝載份屬兒子的小不點袋鼠龍的話其力量無法發揮。
第31話眾人為了解除冰蛋的封印而找牠出來幫忙，結果因小不點袋鼠的指示而立即狠狠的毆打冰蛋，結果失敗。
名字為Pachycephalosaurus（厚頭龍的英語名稱）與Kangaroo（「袋鼠」的英語名稱）結合而成。

#### 豆丁袋鼠（ チビガルー，Chibigaroo，音譯：奇比格魯 ）
（M·A·O聲／香港CV：黃昕瑜／台灣CV：高嘉鎂） 

【基本資料】
| 機體高度 | 機體寬度 | 機體長度 | 機體重量 | 機體航速 | 機組力量輸出 |
| -------- | -------- | -------- | -------- | -------- | ------------ |
| 6.3m     | 4.1m     | 7.1m     | 50t      | 300km/h  | 25萬馬力     |

為新種恐龍「厚頭袋鼠」強化而成的騎士龍。於第27話登場。
擁有卓越的格鬥技能，利用雙拳對敵人作出快速的拳擊戰術。
跟身為其父親的厚頭袋鼠不同在於他有語言能力，而且裝載予厚頭袋鼠的腹部後可將厚頭袋鼠的威力全面發揮。
第31話眾人為了解除冰蛋的封印而找牠出來幫忙，結果二話不說的叫厚頭袋鼠狠狠的毆打冰蛋，結果失敗。
名字為Chibi（「小不點」的日文名稱）與Kangaroo（「袋鼠」的英語名稱）結合而成。

### 冰蛋（ ピーたん，Pitan）
（草尾毅聲／香港CV：招世亮／台灣CV：錢欣郁）

【基本資料】
| 機體高度 | 機體寬度 | 機體長度 |
| -------- | -------- | -------- |
| 16.0m    | 15.0m    | 17.0m    |

天空的騎士龍，為冰雪翼龍的封印姿態，平常不用戰鬥時亦以此姿態與向等人一起行動。於第29話登場。
在被勢鬥封印到神殿時逃跑了，但在宇宙中被普林賽斯封印後無法飛翔，掉落到地球後落到海裡。
第31話向等人為了幫冰蛋解除封印，於是召喚火山異齒龍和厚頭袋鼠龍來輪流攻擊冰蛋以利解除封印，但最後都失敗了，後於懷茲魯的攻擊下，為了拯救乙順利解除了封印，順利變成了冰雪翼龍。

### 冰雪翼龍（ プテラードン，Pterardon，音譯：普堤拉東 ）
（草尾毅 聲 ／香港CV：招世亮／台灣CV：賈文安）

【基本資料】
| 機體高度 | 機體寬度 | 機體長度 | 機體重量 | 機體航速 | 機組力量輸出 |
| -------- | -------- | -------- | -------- | -------- | ------------ |
| 29.4m    | 65.8m    | 47.8m    | 2350t    | 1.0馬赫  | 1175萬馬力   |

龍裝紅所召喚出，為「無齒翼龍」強化而成的騎士龍，亦是冰蛋解除封印後的姿態。於第31話登場。
擁有卓越的暴雪技能，絕對零度的冷凍吐息將敵人化為冰漬。
可展現出以冰之雙翼騎士邊刃滑空將敵人兩斷的戰術。
於天空自在飛翔，並對應使用冰錐彈攻擊的空中戰鬥任務。
登場時的口頭禪為「快看天上!是鳥？還是飛機？都不是，是冰雪翼龍！」
名字為Pteranodon（無齒翼龍的日文名稱）與Blizzard（「雪暴」的英語名稱）結合而成。

### 搭檔暴翼龍（ プティラミーゴ，Ptyramigo，音譯：普堤拉米戈 ）
【基本資料】
| 機體高度 | 機體寬度 | 機體長度 | 機體重量 | 機體航速 | 機組力量輸出 |
| -------- | -------- | -------- | -------- | -------- | ------------ |
| 44.5m    | 65.8m    | 71.7m    | 3300t    | 800km/h  | 1650萬馬力   |

由搭檔暴龍和冰雪翼龍合二為一後誕生，如傳說中的龍般的特殊合體騎士龍。於第32話登場。
擁有卓越的天空技能，張開冰冷的雙翼在天空中奔跑。
兼備霸王龍的力量和翼龍的速度，擅長從頭頂超速踢的戰術。
應對粗暴的雜技飛行的戰鬥任務。而且初次登場時更以冰雪翼龍的口頭禪作為開場白。

### 搭檔恐龍（ ディノミーゴ，Dinomigo，音譯：迪諾米戈 ）
【基本資料】
| 機體高度 | 機體寬度 | 機體長度 | 機體重量 | 機體航速 | 機組力量輸出 |
| -------- | -------- | -------- | -------- | -------- | ------------ |
| 44.0m    | 32.6m    | 74.3m    | 2150t    | 250km/h  | 1075萬馬力   |

於劇場版《騎士龍戰隊龍裝者 THE MOVIE 時空穿梭！恐龍大恐慌!!》登場，來自遠古時代的傳說騎士龍。
擁有卓越的疾風技能
名字為Dinosaur（恐龍的英語名稱）與Amigo（葡萄牙語中「朋友」的意思）結合而成。

### 搭檔眼鏡蛇（ コブラーゴ，Cobrago，音譯：寇布拉戈 ）
【基本資料】
| 機體高度 | 機體寬度 | 機體長度 | 機體重量 | 機體航速 | 機組力量輸出 |
| -------- | -------- | -------- | -------- | -------- | ------------ |
| 13.8m    | 8.5m     | 34.0m    | 100t     | 150km/h  | 50萬馬力     |

於劇場版《騎士龍戰隊龍裝者 THE MOVIE 時空穿梭！恐龍大恐慌!!》登場，搭檔恐龍的戰鬥協力者，為來自遠古時代的眼鏡蛇型騎士龍。
名字為Cobra（眼鏡蛇的英語名稱）與Amigo（葡萄牙語中「朋友」的意思）結合而成。

## 龍裝合體

### 騎士龍王（キシリュウオー，KishiRyuOh）（藤田洋平皮套演出）
【基本資料】
| 機體高度                  | 機體寬度 | 機體厚度 | 機體重量 | 機體航速 | 機組力量輸出 |
| ------------------------- | -------- | -------- | -------- | -------- | ------------ |
| 50.0m （肩部以上：54.5m） | 33.0m    | 37.5m    | 2400t    | 300km/h  | 1200萬馬力   |

由搭檔暴龍單獨變形，紅龍魂搭載於頭部，勇猛的騎士機器人，第二話初次登場。
自雙腕的迷你機槍連射光束彈，左腕裝備的暴龍尾鞭尾擊來破壞敵人的武器。
必殺技為使用騎士龍王的咬擊武裝狂暴擊打的必殺技『暴龍炸裂碎咬（ティラダイナバイト）』，將敵人擊破。

### 騎士龍王龍裝型態

#### 騎士龍王三騎士（キシリュウオースリーナイツ，KishiRyuOh ThreeKnights）
【基本資料】
| 機體高度                  | 機體寬度 | 機體厚度 | 機體重量 | 機體航速 | 機組力量輸出 |
| ------------------------- | -------- | -------- | -------- | -------- | ------------ |
| 50.0m （肩部以上：61.5m） | 50.0m    | 37.5m    | 2600t    | 350km/h  | 1300萬馬力   |

由搭檔暴龍、長劍三角龍、粉紅戰錘龍3隻騎士龍龍裝合體，紅龍魂搭載於頭部，騎士龍之王之名的騎士機器人，第一話初次登場，第三話初次出現完整的合體過程。
右腕所裝備的騎士劍給予敵人最大傷害，膝部裝備鑽頭使出踢技旋轉膝（スピニングニー），腳部裝備騎士劍使出多變的技能踢擊斬擊（キックスラッシュ）。
必殺技為騎士劍巨大化並揮斬的必殺劍『騎士龍王終結劍（キシリュウオーファイナルブレード）』，將巨大的負恐獸一刀兩斷。

#### 騎士龍王 - 長劍三角龍（キシリュウオートリケーン，KishiRyuOh Trikeen）
【基本資料】
| 機體高度 | 機體寬度 | 機體重量 | 機體航速 | 機組力量輸出 |
| -------- | -------- | -------- | -------- | ------------ |
| 50.0m    | 40.1m    | 2400t    | 250km/h  | 1200萬馬力   |

由搭檔暴龍、長劍三角龍和粉紅戰錘龍3隻騎士龍龍裝合體，藍龍魂搭載於頭部，睿智的騎士機器人，第九話初次登場。

#### 騎士龍王 - 粉紅戰錘龍（キシリュウオーアンキローゼ，KishiRyuOh Ankyroze）
【基本資料】
| 機體高度 | 機體寬度 | 機體重量 | 機體航速 | 機組力量輸出 |
| -------- | -------- | -------- | -------- | ------------ |
| 50.0m    | 46.6m    | 2350t    | 200km/h  | 1175萬馬力   |

由搭檔暴龍、長劍三角龍、粉紅戰錘龍3隻騎士龍龍裝合體，粉紅裝魂搭載於頭部，剛健的騎士機器人，第十話初次登場。

#### 騎士龍王 - 騎槍劍齒虎（キシリュウオータイガランス，KishiRyuOh Tigerance）
【基本資料】
| 機體高度                  | 機體寬度 | 機體厚度 | 機體重量 | 機體航速 | 機組力量輸出 |
| ------------------------- | -------- | -------- | -------- | -------- | ------------ |
| 50.0m （肩部以上：61.5m） | 50.0m    | 28.0m    | 2750t    | 400km/h  | 1375萬馬力   |

由搭檔暴龍、長劍三角龍、粉紅戰錘龍和騎槍劍齒虎4隻騎士龍龍裝合體，綠龍魂搭載於頭部，疾風的騎士機器人，第四話初次登場。
裝備了騎士騎槍，並活用速度使出劍技，其雙腳上的騎士助推器進行火箭衝刺給予攻擊敵人上的壓倒性致勝。
必殺技為飛翔般猛烈速度的必殺一擊『龍虎音速長槍（タイガーソニックランサー）』，將負恐獸瞬殺。

#### 騎士龍王 - 針刺劍龍（キシリュウオーミルニードル，KishiRyuOh Milleneedle）
【基本資料】
| 機體高度                  | 機體寬度 | 機體厚度 | 機體重量 | 機體航速 | 機組力量輸出 |
| ------------------------- | -------- | -------- | -------- | -------- | ------------ |
| 50.0m （肩部以上：51.0m） | 50.0m    | 30.0m    | 2650t    | 300km/h  | 1325萬馬力   |

由搭檔暴龍、長劍三角龍、粉紅戰錘龍和針刺劍龍4隻騎士龍龍裝合體，黑龍魂搭載於頭部，威風的騎士機器人，第五話初次登場。
以雙手所裝備的騎士錘矛自豪的豪腕擺動進行戰鬥，同時防禦。
自雙肩的騎士刺針同時射出。
必殺技為雙手的騎士錘矛全力揮出必殺一擊『刺针粉碎攻擊（ニードルクラッシャー）』，粉碎掉負恐獸。

#### 騎士龍王五騎士（キシリュウオーファイブナイツ，KishiRyuOh FiveKnights）
【基本資料】
| 機體高度                  | 機體寬度 | 機體厚度 | 機體重量 | 機體航速 | 機組力量輸出 |
| ------------------------- | -------- | -------- | -------- | -------- | ------------ |
| 50.0m （肩部以上：57.1m） | 62.0m    | 37.3m    | 3150t    | 400km/h  | 1575萬馬力   |

由搭檔暴龍、長劍三角龍、粉紅戰錘龍、騎槍劍齒虎及針刺劍龍5隻騎士龍龍裝合體，紅龍魂搭載於頭部，騎士龍之王之名的騎士機器人，第六話初次登場。
其攻擊方式非常多元化：左手的暴龍盾牌可夾住敵人的兵器及發出火焰攻擊『暴龍爆裂（ティラノバスト）』、右手的騎槍可使出『龍虎斬（タイガースラッシュ）』，而且可同時利用右肩上的長劍三角龍部分一同使出『三劍切割（トリケーンカッター）』達至連續斬擊效果、左肩的粉紅戰錘龍部分可使出離子炮『粉甲射擊（アンキローゼショット）』、胸部的雙鑽頭及炮管可使出『千刺針龍（ニードルアタック）』撞擊敵人。
必殺技分別為幻化出其他騎士龍王武裝形態分身（依次為針刺劍龍、騎槍劍齒虎、粉紅戰錘龍及長劍三角龍）並輪流斬擊敵人的『五騎士終極斬（ファイブナイツアルティメットスラッシュ）』以及雙手、雙肩以及胸部一同發射強大能量炮的『騎士龍王終極炮擊（キシリュウオーファイナルキャノン）』。

#### 騎士龍王 - 火山劍龍（キシリュウオーディメボルケーノ，KishiRyuOh Dimevolcano）
【基本資料】
| 機體高度                  | 機體寬度 | 機體厚度 | 機體重量 | 機體航速 | 機組力量輸出 |
| ------------------------- | -------- | -------- | -------- | -------- | ------------ |
| 50.0m （肩部以上：64.6m） | 33.2m    | 33.8m    | 2700t    | 350km/h  | 1350萬馬力   |

由搭檔暴龍和火山劍龍2隻騎士龍龍裝合體，燃火龍魂搭載於頭部，炎的騎士機器人，第十二話初次登場。
右手的騎士燃燒劍，左手裝騎士扇，從雙肩的火山加農砲發射强力的火焰放射。
必殺技為如炎之戰士般使用騎士燃燒劍斬出的必殺一擊『火山斬擊（ボルケーノスラッシュ）』將負恐獸燒滅。

#### 騎士龍王 - 宇宙猛龍（キシリュウオーコスモラプター，KishiRyuOh Cosmoraptor）
【基本資料】
| 機體高度                  | 機體寬度 | 機體厚度 | 機體重量 | 機體航速 | 機組力量輸出 |
| ------------------------- | -------- | -------- | -------- | -------- | ------------ |
| 50.0m （肩部以上：53.5m） | 42.8m    | 37.5m    | 2800t    | 400km/h  | 1400萬馬力   |

由搭檔暴龍和宇宙伶盜龍2隻騎士龍龍裝合體，宇宙龍魂搭載於頭部，勇猛的宇宙騎士機器人，第二十二話初次登場。
雙手裝備光與闇的武器。
右手的光輝劍閃擊，左手的黑暗槍發射黑闇的能量。
必殺技為必殺一擊『宇宙破裂（コズミックブレイカー）』，將負恐獸變成宇宙的塵埃。

#### 騎士龍王 - 厚頭袋鼠龍（キシリュウオーパキガルー，KishiRyuOh Pachygaroo）
【基本資料】
| 機體高度                  | 機體寬度 | 機體厚度 | 機體重量 | 機體航速 | 機組力量輸出 |
| ------------------------- | -------- | -------- | -------- | -------- | ------------ |
| 50.0m （肩部以上：61.5m） | 50.0m    | 37.5m    | 2700t    | 300km/h  | 1350萬馬力   |

由搭檔暴龍、長劍三角龍、粉紅戰錘龍、厚頭袋鼠及小不點袋鼠5隻騎士龍龍裝合體，土岩龍魂搭載於頭部，大地的騎士機器人，第二十七話初次登場。
以拳擊格鬥作為戰鬥手段，因此戰場大多變成跟拳擊擂台一樣。正因如此，該型態是所有騎士龍王的型態當中體能消耗最大的型態（無論是騎士龍王或配戴拳擊魂的龍裝者）。
必殺技為右拳重力揮出之時右拳內的小不點袋鼠受衝力影響而衝出來向負恐獸作多無數的快拳攻擊『增強破裂重拳（ブーストブレイクブロー ）』，其威力足以令負恐獸打飛至宇宙外。戰鬥勝利時更隨著連續的鐘聲（一般拳賽分出勝負時亦會打響連續的鐘聲以宣佈比賽結束）。

#### 翔天騎士龍王（キシリュウオージェット，KishiRyuOh Jet）
【基本資料】
| 機體高度                  | 機體寬度 | 機體厚度 | 機體重量 | 機體航速 | 機組力量輸出 |
| ------------------------- | -------- | -------- | -------- | -------- | ------------ |
| 50.0m （肩部以上：53.2m） | 65.8m    | 34.1m    | 3450t    | 1.2馬赫  | 1725萬馬力   |

由搭檔暴龍、厚頭袋鼠龍、小不點袋鼠及冰雪翼龍4隻騎士龍龍裝合體，紅龍魂搭載於頭部，天空之王之名的騎士機器人，第三十二話初次登場。
兩手裝備著騎士手套，背上裝備著騎士邊緣，可以用動態拳技打倒敵人。
使用噴射氣流拳、亂氣流踢等格鬥，使出必殺的一擊『暴雪獄火（ブリザードイソフエルノ）』，將負恐獸打成塵埃。

#### 騎士龍王五騎士 - 藍（キシリュウオーファイブナイツブルー，KishiRyuOh FiveKnights Blue）
【基本資料】
| 機體高度                  | 機體寬度 | 機體厚度 | 機體重量 | 機體航速 | 機組力量輸出 |
| ------------------------- | -------- | -------- | -------- | -------- | ------------ |
| 50.0m （肩部以上：57.1m） | 62.0m    | 37.3m    | 3150t    | 400km/h  | 1575萬馬力   |

由搭檔暴龍、長劍三角龍、粉紅戰錘龍、騎槍劍齒虎及針刺劍龍5隻騎士龍龍裝合體，藍龍魂搭載於頭部，騎士龍之王之名的騎士機器人，第三十八話初次登場。

#### 騎士龍王五騎士 - 黑（キシリュウオーファイブナイツブラック，KishiRyuOh FiveKnights Black）
【基本資料】
| 機體高度            | 機體寬度 | 機體厚度 | 機體重量 | 機體航速 | 機組力量輸出 |
| ------------------- | -------- | -------- | -------- | -------- | ------------ |
| 50.0m （肩高57.1m） | 62.0m    | 37.3m    | 3150t    | 400km/h  | 15.75億馬力  |

由搭檔暴龍、長劍三角龍、粉紅戰錘龍、騎槍劍齒虎及針刺劍龍5隻騎士龍龍裝合體，黑龍魂搭載於頭部，騎士龍之王之名的騎士機器人，第四十二話初次登場。

### 騎士龍海王（キシリュウネプチューン，KishiRyu Neptune）
【基本資料】
| 機體高度                  | 機體寬度 | 機體厚度 | 機體重量 | 機體航速 | 機組力量輸出 |
| ------------------------- | -------- | -------- | -------- | -------- | ------------ |
| 50.0m （肩部以上：54.1m） | 36.2m    | 15.4m    | 2100t    | 400km/h  | 1050萬馬力   |

由國王滄龍、兩個指節菊石龍裝合體，金龍魂搭載於頭部，榮光的騎士機器人，第十六話初次登場。
右手裝備的騎士三叉戟斬擊，兩拳的指節菊石擊出的拳擊魚雷『指節菊石（アンモナックル）』離敵攻擊。
必殺技為狂暴的大漩渦化成鑽頭狀的必殺一擊『龍卷強襲（トルネードストライク）』，將負恐獸貫穿。

### 騎士龍海王龍裝型態

#### 騎士龍海王 - 暗影猛龍（キシリュウネプチューンシャドーラプター，KishiRyu Neptune Shadowraptor）
| 機體高度                  | 機體寬度 | 機體厚度 | 機體重量 | 機體航速 | 機組力量輸出 |
| ------------------------- | -------- | -------- | -------- | -------- | ------------ |
| 50.0m （肩部以上：54.1m） | 36.2m    | 18.3m    | 2250t    | 400km/h  | 1125萬馬力   |

由國王滄龍（加上兩個指節菊石）和暗影伶盜龍4隻騎士龍龍裝合體，闇黑龍魂搭載於頭部，黑暗的騎士機器人，第二十一話初次登場。
左手的黑暗槍，利用周圍的黑暗打擊敵人的死角。
必殺技為產生巨大的黑洞的必殺一擊『海神黑洞（ブラックホール）』，將負恐獸葬送於黑暗之中。

#### 騎士龍海王 - 宇宙猛龍（キシリュウネプチューンコスモラプター，KishiRyu Neptune Cosmoraptor）
【基本資料】
| 機體高度                  | 機體寬度 | 機體厚度 | 機體重量 | 機體航速 | 機組力量輸出 |
| ------------------------- | -------- | -------- | -------- | -------- | ------------ |
| 50.0m （肩部以上：54.1m） | 36.2m    | 15.4m    | 2500t    | 400km/h  | 1250萬馬力   |

由國王滄龍（加上兩個指節菊石）和宇宙伶盜龍4隻騎士龍龍裝合體，宇宙龍魂搭載於頭部，榮光的宇宙騎士機器人，第二十四話初次登場。
必殺技同樣為『宇宙破裂（コズミックブレイカー）』。

### 巨人騎士龍王（ギガントキシリュウオー，Gigant KishiRyuOh）
【基本資料】
| 機體高度                  | 機體寬度 | 機體厚度 | 機體重量 | 機體航速 | 機組力量輸出 |
| ------------------------- | -------- | -------- | -------- | -------- | ------------ |
| 63.0m （肩部以上：72.0m） | 33.2m    | 30.6m    | 4500t    | 400km/h  | 2250萬馬力   |

由搭檔暴龍、國王滄龍和火山劍龍3隻騎士龍龍裝合體，紅龍裝魂搭載於頭部，陸海之王的騎士機器人，第十八話初次登場。
雙腿的騎士邊沿使出電光石火的迴旋踢『巨型雷電踢擊（ギガントサンダーキック）』，從雙肩的火山加農炮卷起炎之龍卷『巨型烈焰風暴（ギガントファイヤーストーム）』。
必殺技為紅蓮之炎和黃金之雷的搭檔暴龍和國王滄龍的頭錘的必殺一擊『巨型雙重碎咬（ギガントダブルバイト）』，將負恐獸爆碎。

### 翼龍王（ヨクリュウオー，YokuRyuOh）
【基本資料】
| 機體高度                  | 機體寬度 | 機體厚度 | 機體重量 | 機體航速 | 機組力量輸出 |
| ------------------------- | -------- | -------- | -------- | -------- | ------------ |
| 50.0m （翅膀以上：53.2m） | 65.8m    | 27.7m    | 2400t    | 1.0馬赫  | 1200萬馬力   |

由冰雪翼龍龍裝合體，冰冽龍魂搭載於頭部，冰之騎士機器人，第三十一初次話登場。
背上裝備著騎士邊緣，右手裝備著冰爪，飛翔時用冷酷的爪子使敵人顫抖。
可以用從胸前的冰雪翼龍頭部放出的冷氣製作冰河期的戰鬥場地，敵人的光束也能用『暴雪風暴（ブリザードスト一ム）』凍結。
必殺技為『暴雪強襲（ブリザードクローストライク）』，將負恐獸瞬殺。

### 皇帝騎士龍王（キングキシリュウオー，King KishiRyuOh）
【基本資料】
| 機體高度                  | 機體寬度 | 機體厚度 | 機體重量 | 機體航速 | 機組力量輸出 |
| ------------------------- | -------- | -------- | -------- | -------- | ------------ |
| 58.4m （機翼最高：60.8m） | 65.8m    | 35.2m    | 5150t    | 1.5馬赫  | 2570萬馬力   |

由搭檔暴龍、國王滄龍和冰雪翼龍3隻騎士龍龍裝合體，紅龍魂搭載於頭部，集合海陸空力量的地球之王的騎士機器人，亦是騎士龍王的最終型態，第三十五話初次登場。
既能在陸地上打鬥，也能在海底、高空，甚至是在宇宙中打鬥，而且還能進行瞬移。
左手腕有搭檔暴龍的頭，右手腕有國王滄龍的頭，胸前裝備著冰雪翼龍的頭放出超弩級光線，將敵人驅逐到大氣圈外。
必殺技為結合11隻騎士龍的力量而對敵施以大爆殺的『進化大爆炸（ビツグバソエボリユーツヨソ）』，將負恐獸完全消滅。

### 騎士龍神（キシリュウジン，KishiRyuJin）
【基本資料】
| 機體高度                  | 機體寬度 | 機體厚度 | 機體重量 | 機體航速 | 機組力量輸出 |
| ------------------------- | -------- | -------- | -------- | -------- | ------------ |
| 50.0m （肩部以上：61.5m） | 48.0m    | 39.7m    | 2400t    | 300km/h  | 1200万馬力   |

由搭檔恐龍與搭檔眼鏡蛇2隻組合而成的龍裝合體，疾風龍魂搭載於頭部，遠古的騎士機器人，於劇場版初次登場。

## 設定
龍裝者（リュウソウジャー）
使用騎士龍之力的戰士，自太古時期代代相傳，使命為擊倒德魯伊東族與負恐獸。
騎士龍（騎士竜）
龍裝者的搭檔，由最強的生物與恐龍誕生而成，擁有自我情緒，部份甚至擁有語言能力。
自太古時期被龍裝族封印之後，沉睡於各地的神殿之中等待甦醒。
龍裝族（リュウソウ族）
6500萬年前與德魯伊東族戰鬥，並守護地球的種族，族人的壽命皆達數百歲，因為龍裝族的居民比較不容易衰老。
於第15至16話中得知在德魯伊東族逃至宇宙後不久，龍裝族卻因企圖奪取發實願魂而發生了內戰，從而分裂為陸地龍裝族及海底龍裝族兩個分支。
陸地龍裝族以富士山麓國家公園的青木原樹海作為根據地，而海底龍裝族則以海底中的龍宮作為根據地。
陸地龍裝族的居民靈活性較強，而海底龍裝族的居民則熟水性。而且與陸地龍裝族的居民不同的是海底龍裝族的居民能擁有極強的嗅覺。
根據Master Red所述，龍裝族似乎有不得隨便與人類接觸的規矩，但根據第13話狩野澪子成為日本總理大臣、第14話龍井博士所講述的龍宮傳說、第17話萬羽曾經於50年前與人類發展過戀情等事件的出現，可推斷龍裝族早已融入人類社會中生活。
於第46話普利夏斯表示龍裝族是埃拉斯為了守護地球而誕生出來的，但由於龍裝族私自進化並引發了大大小小的不同戰爭，導致地球受到傷害，故此埃拉斯誕生了德魯伊東族以消滅龍裝族。
美珠鎮（美珠町）
位於橫須賀市西岸面向相模灣的海邊小鎮，飛羽及萬羽曾經於此小鎮待過一段時間。
龍井博士表示該小鎮的特產為彩虹般顏色的貝殼「月虹貝」，並傳言如果互相喜歡的人都拿著月虹貝的話就可以永遠在一起。
死後的世界（死後の世界）
第22話中所出現的另一個世界。
試煉的斷崖（崖の試練）
第34話由龍裝族的長老所提及，由光與暗的居民-勢鬥，所製造的試煉場地，龍裝族的騎士為了提升力量都會去攀爬，每個人試煉的方式都不一樣，會以你現在最欠缺的能力來試煉，以獲得勢鬥的認證來提升力量。
根據龍裝族長老所講述，當年紅大師亦曾經到此進行過試煉，但亦需要一星期時間才能通過，甚至亦有不少人因為試煉失敗而一去不返，故此可見此試煉難度非常大。

## 播放列表
以下時間以當地時間（日本時間）為準：
| 日本首播   | 台灣首播香港首播     | 集數         | 標題漢譯         | 登場負恐獸&德魯伊東族幹部 | 平均收視率 | 編劇       | 導演         |
| ---------- | -------------------- | ------------ | ---------------- | --- | ---------- | ---------- | ------------ |
| 2019/03/17 | 2020/05/302020/03/08 | 1            |                  | ドラゴンマイナソー（完全体）（龍負恐獸（完全體）） | 3.7%       | 山岡潤平   | 上堀內佳壽也 |
| 2019/03/24 | 2020/06/062020/03/15 | 2            |                  | ユニコーンマイナソー（獨角獸負恐獸） | 3.7%       | 山岡潤平   | 上堀內佳壽也 |
| 2019/03/31 | 2020/06/132020/03/22 | 3            | 詛咒的視線       | メドゥーサマイナソー（美杜莎負恐獸） | 3.6%       | 山岡潤平   | 中澤祥次郎   |
| 2019/04/07 | 2020/06/202020/03/29 | 4            |                  | クラーケンマイナソー（挪威海怪負恐獸） | 3.5%       | 山岡潤平   | 中澤祥次郎   |
| 2019/04/14 | 2020/06/272020/04/05 | 5            |                  | ケルベロスマイナソー（刻耳柏洛斯負恐獸）（第5話） ケルベロスマイナソー（兄）（刻耳柏洛斯負恐獸（兄））（第6話） タンクジョウ（坦克喬）（CV：中田讓治）                                        | 3.4%       | 山岡潤平   | 渡邊勝也     |
| 2019/04/21 | 2020/07/042020/04/12 | 6            |                  | ケルベロスマイナソー（刻耳柏洛斯負恐獸）（第5話） ケルベロスマイナソー（兄）（刻耳柏洛斯負恐獸（兄））（第6話） タンクジョウ（坦克喬）（CV：中田讓治）                                        | 2.8%       | 山岡潤平   | 渡邊勝也     |
| 2019/04/28 | 2020/07/112020/04/19 | 7            |                  | コカトリスマイナソー（雞蛇負恐獸） | 2.0%       | 山岡潤平   | 坂本浩一     |
| 2019/05/05 | 2020/07/182020/04/26 | 8            | 奇蹟的歌聲       | コカトリスマイナソー（雞蛇負恐獸） | 2.4%       | 山岡潤平   | 坂本浩一     |
| 2019/05/12 | 2020/07/252020/05/03 | 9            |                  | ミミックマイナソー（寶箱怪負恐獸） 再生クラーケンマイナソー（再生挪威海怪負恐獸） 再生ケルベロスマイナソー（兄）（再生刻耳柏洛斯負恐獸（兄））                                                | 2.9%       | 下亞友美   | 柏木宏紀     |
| 2019/05/19 | 2020/08/012020/05/10 | 10           |                  | トロールマイナソー（洞穴巨人負恐獸） | 2.7%       | 金子香緒里 | 柏木宏紀     |
| 2019/05/26 | 2020/08/082020/05/17 | 11           |                  | シンマイナソー（蜃負恐獸） | 2.5%       | 山岡潤平   | 加藤弘之     |
| 2019/06/02 | 2020/08/152020/05/24 | 12           | 灼熱的幻影       | シンマイナソー（蜃負恐獸） | 2.7%       | 山岡潤平   | 加藤弘之     |
| 2019/06/09 | 2020/08/222020/05/31 | 13           |                  | ミイラマイナソー（木乃伊負恐獸） | 3.1%       | 山岡潤平   | 渡邊勝也     |
| 2019/06/23 | 2020/08/292020/06/07 | 14           | 黃金騎士         | バジリスクマイナソー（巴西利斯克負恐獸） ケルピーマイナソー（凱爾派負恐獸） | 2.6%       | 山岡潤平   | 渡邊勝也     |
| 2019/06/30 | 2020/09/052020/06/14 | 15           | 深海之王         | パーンマイナソー（潘負恐獸） | 3.4%       | 荒川稔久   | 坂本浩一     |
| 2019/07/07 | 2020/09/122020/06/21 | 16           |                  | ガチレウス（迦基雷斯）（CV：稻田徹） | 2.2%       | 荒川稔久   | 坂本浩一     |
| 2019/07/14 | 2020/09/192020/06/28 | 17           | 被囚禁的猛者     | ゴーストシップマイナソー（鬼船負恐獸） | 2.9%       | 下亞友美   | 中澤祥次郎   |
| 2019/07/21 | 2020/10/102020/07/05 | 18           | 大危機！無法變身 | ゴーレムマイナソー（魔像負恐獸） | 2.0%       | たかひろや | 中澤祥次郎   |
| 2019/07/28 | 2020/10/172020/07/12 | 19           | 進擊的搭檔暴龍   | アラクネーマイナソー（阿拉克妮負恐獸） | 2.4%       | 山岡潤平   | 上堀內佳壽也 |
| 2019/08/04 | 2020/10/242020/07/19 | 20           |                  | グリモワールマイナソー（魔法書負恐獸） 巨大ワイズルー（巨大懷茲魯）（CV：綠川光） | 2.0%       | たかひろや | 上堀內佳壽也 |
| 2019/08/11 | 2020/10/312020/07/26 | 21           | 光與暗的騎士龍   | ネクロマンサーマイナソー（死靈術士負恐獸）（第22話） 再生タンクジョウ（再生坦克喬）（CV：中田讓治）                                                                                           | 2.0%       | 山岡潤平   | 加藤弘之     |
| 2019/08/18 | 2020/11/072020/08/02 | 22           |                  | ネクロマンサーマイナソー（死靈術士負恐獸）（第22話） 再生タンクジョウ（再生坦克喬）（CV：中田讓治）                                                                                           | 1.4%       | 山岡潤平   | 加藤弘之     |
| 2019/08/25 | 2020/11/142020/08/09 | 23           |                  | - | 1.9%       | 下亞友美   | 渡邊勝也     |
| 2019/09/01 | 2020/11/212020/08/16 | 24           |                  | ドワーフマイナソー（矮人負恐獸） | 2.3%       | 荒川稔久   | 渡邊勝也     |
| 2019/09/08 | 2020/11/282020/08/23 | 25           |                  | グリム・リーパーマイナソー（死神負恐獸） | 3.6%       | 金子香緒里 | 渡邊勝也     |
| 2019/09/15 | 2020/12/052020/08/30 | 26           |                  | ドドメキマイナソー（百百目鬼負恐獸） | 2.4%       | 山岡潤平   | 柏木宏紀     |
| 2019/09/22 | 2020/12/122020/09/06 | 27           |                  | ドドメキマイナソー（百百目鬼負恐獸） | 1.9%       | 山岡潤平   | 柏木宏紀     |
| 2019/09/29 | 2020/12/192020/09/13 | 28           |                  | ベルゼブブマイナソー（巴力西卜負恐獸） | 2.7%       | 荒川稔久   | 柏木宏紀     |
| 2019/10/06 | 2020/12/262020/09/20 | 29           |                  | ポルターガイストマイナソー（騷靈負恐獸） | 2.5%       | たかひろや | 坂本浩一     |
| 2019/10/13 | 2021/01/022020/09/27 | 30           | 打倒高規格       | デュラハンマイナソー（杜拉漢負恐獸） | 2.9%       | 下亞友美   | 坂本浩一     |
| 2019/10/20 | 2021/01/092020/10/04 | 31           | 來自天空的旋律   | フェアリーマイナソー（妖精負恐獸） | 1.8%       | 山岡潤平   | 坂本浩一     |
| 2019/10/27 | 2021/01/162020/10/11 | 32           |                  | ジャックオーランタンマイナソー（傑克南瓜燈負恐獸） ガイソーグ（怨念）（鎧裝具（怨念））（CV：關智一）                                                                                         | 2.2%       | 山岡潤平   | 上堀內佳壽也 |
| 2019/11/10 | 2021/01/232020/10/18 | 33           |                  | ウデン（烏登）（CV：火山太田） | 2.6%       | 山岡潤平   | 上堀內佳壽也 |
| 2019/11/17 | 2021/01/302020/10/25 | 34           |                  | 幻影バジリスクマイナソー（幻影巴西利斯克負恐獸）（第34話） 幻影クラーケンマイナソー（幻影挪威海怪負恐獸）（第35話） 幻影パーンマイナソー（幻影潘負恐獸）（第35話） スペースドラゴン（太空龍） | 2.4%       | 荒川稔久   | 加藤弘之     |
| 2019/11/24 | 2021/02/062020/11/01 | 35           |                  | 幻影バジリスクマイナソー（幻影巴西利斯克負恐獸）（第34話） 幻影クラーケンマイナソー（幻影挪威海怪負恐獸）（第35話） 幻影パーンマイナソー（幻影潘負恐獸）（第35話） スペースドラゴン（太空龍） | 2.9%       | 荒川稔久   | 加藤弘之     |
| 2019/12/01 | 2021/02/272020/11/15 | 36           |                  | シルフマイナソー（西爾芙負恐獸） | 2.3%       | 下亞友美   | 柏木宏紀     |
| 2019/12/08 | 2021/03/062020/11/22 | 37           |                  | ノームマイナソー（地精負恐獸） | 2.7%       | 金子香緒里 | 柏木宏紀     |
| 2019/12/15 | 2021/03/132020/11/29 | 38           |                  | カリブディスマイナソー（卡律布狄斯負恐獸） | 2.5%       | たかひろや | 坂本浩一     |
| 2019/12/22 | 2021/03/202020/12/06 | 39           |                  | ウィザードマイナソー（巫師負恐獸） ガチレウス（迦基雷斯）（CV：稻田徹） | 2.7%       | たかひろや | 坂本浩一     |
| 2020/01/05 | 2021/03/272020/12/13 | 40           |                  | サタンマイナソー（撒旦負恐獸） | 2.2%       | 山岡潤平   | たかひろや   |
| 2020/01/12 | 2021/04/032020/12/20 | 41           | 消失的聖劍       | - | 2.1%       | 山岡潤平   | たかひろや   |
| 2020/01/19 | 2021/04/102020/12/27 | 42           |                  | ファントムマイナソー（魅影負恐獸） ワイズルー（懷茲魯）（CV：綠川光） | 2.9%       | 下亞友美   | 加藤弘之     |
| 2020/01/26 | 2021/04/172021/01/03 | 43           | 德魯伊東族之母   | - | 1.8%       | 山岡潤平   | 加藤弘之     |
| 2020/02/02 | 2021/04/242021/01/10 | 44           |                  | ガンジョージII（岡喬治II）（CV：前野智昭） | 2.4%       | 山岡潤平   | 坂本浩一     |
| 2020/02/09 | 2021/05/012021/01/17 | 45           |                  | サデン（沙登）（CV：火山太田） | 2.7%       | 山岡潤平   | 坂本浩一     |
| 2020/02/16 | 2021/05/082021/01/24 | 46           |                  | ガンジョージ（岡喬治）（CV：前野智昭） プリシャス（普利夏斯）（CV：朴璐美） | 2.9%       | 山岡潤平   | 上堀內佳壽也 |
| 2020/02/23 | 2021/05/152021/01/31 | 47           |                  | サタンマイナソー（撒旦負恐獸） ヤバソード（雅巴索德）（CV：鹽屋浩三） | 2.2%       | 山岡潤平   | 上堀內佳壽也 |
| 2020/03/01 | 2021/05/222021/02/07 | 48（最終話） |                  | エラス、エラス （埃拉斯、埃拉斯 完全體）（CV：朴璐美） プリシャス（普利夏斯）（CV：朴璐美） ワイズルー（懷茲魯）（CV：綠川光） クレオン（克雷昂）（CV：白石涼子）                             | 3.2%       | 山岡潤平   | 上堀內佳壽也 |

## 音樂

### 片頭曲
- 「 騎士竜戦隊リュウソウジャー 」
  - 作詞：マイクスギヤマ / 作曲：園田健太郎 / 編曲：甲田雅人 / 演唱者：幡野智宏

第48話使用完整版作為片尾曲。

### 片尾曲
- 「 ケボーン! リュウソウジャー 」
  - 作詞：KOCHO / 作曲：奥井康介 / 編曲：中塚武 / 演唱者：Sister MAYO

第47~48話未播放片尾曲。

### 插曲
- 「 READY GO キシリュウオー 」
  - 作詞：マイクスギヤマ / 作曲：梅野悠太（THE ROGUEPLANTS） / 編曲：Team YUDAI / 演唱者：石原慎一

- 「 滾れ！リュウソウジャー 」
  - 作詞：マイクスギヤマ ／ 作曲・編曲：持田裕輔 ／ 演唱者：幡野智宏

- 「 ゴールデンパートナー 」
  - 作詞：マイクスギヤマ / 作曲：𠮷川清之 / 編曲：籠島裕昌 / 演唱者：高取ヒデアキ

- 「 そう MANY! リュウソウル 」
  - 作詞：金子麻友美 / 作曲：久下真音、金子麻友美 / 編曲：久下真音 / 演唱者：Sister MAYO

### 角色曲
- 「 ケペルパスペル 」(第7話)
  - 作詞・作曲：金子麻友美 ／ 編曲：籠島裕昌 ／ 演唱者：田中れいな、小林れい

- 「 ドロドロ・シンドローム 」(第25話)
  - 作詞：金子麻友美 / 作曲：YOFFY / 編曲：大石憲一郎 / 演唱者：白石涼子 / 振付：彩木エリ

- 「 Here UI go 」
  - 作詞：KOCHO ／ 作曲・編曲：中塚武 ／ 演唱者：金城茉奈

- 「 ワイズルーのグレイテストラストショータイム 」(第42話)
  - 作詞：下亜友美 ／ 作曲・編曲：水口浩次 ／ 演唱者：緑川光

## 其他相關媒體

### 劇場版
- 《騎士龍戰隊龍裝者 THE MOVIE 時空穿梭！恐龍大恐慌!!》

本作的夏季劇場版，於2019年7月26日上映，也是本作的第一部獨立劇場版，時間點位於本篇第18-19話之間。
- 《劇場版 騎士龍戰隊龍裝者VS魯邦連者VS巡邏連者》

本作的第一部VS劇場版，於2020年2月8日上映，為本作與《快盜戰隊魯邦連者VS警察戰隊巡邏連者》的VS劇場版。
- 《騎士龍戰隊龍裝者 特別篇 Memory of Soulmate》

本作的春季劇場版，於2021年2月20日上映，也是本作的第二部獨立劇場版，時間點位於本篇第32-33話之間。
- 《魔進戰隊煌輝者VS龍裝者》

本作的第二部VS劇場版，為《魔進戰隊煌輝者》與本作的VS劇場版作品，時間點位於《魔進戰隊煌輝者》本篇第26-27話之間，於2021年4月29日上映。

### 電視特輯
- 《連續4週特別篇 超級戰隊最強對戰!!》

《超級戰隊系列》電視特別節目，在本作開播前播出，在此作品中龍裝綠、龍裝黑、紅尊者於本作先行登場。

### 網路動畫（WEB動画）
- 變身講座

YouTube BANDAI公式Channel配信的web動畫。
| 日文標題                                            | 中文標題                      | 登場人物                                 | 配信日期      |
| --------------------------------------------------- | ----------------------------- | ---------------------------------------- | ------------- |
| 騎士竜戦隊リュウソウジャー 変身講座                 | 騎士龍戰隊龍裝者 變身講座     | 向 （Koh） 龍井羽依                      | 2019年3月17日 |
| 騎士竜戦隊リュウソウジャー リュウソウジャーのひみつ | 騎士龍戰隊龍裝者 龍裝者的秘密 | 向 （Koh） 諦人（Meito） 明日奈（Asuna） | 2019年3月19日 |

### 映像商品

#### 特別電影
YouTube BANDAI公式Channel配信的web動畫。
| 日文標題                                           | 中文標題                         | 登場人物                                                            | 配信日期      |
| -------------------------------------------------- | -------------------------------- | ------------------------------------------------------------------- | ------------- |
| スペシャルムービー！〜騎士竜大集合！〜             | 特別電影！〜騎士龍大集合！〜     | 向 （Koh） 諦人（Meito） 明日奈（Asuna） 飛羽（Towa） 萬羽（Bamba） | 2019年4月21日 |
| スペシャルムービー！〜海のリュウソウ族あらわる！〜 | 特別電影！〜海的龍裝族出現了！〜 | 金浪（Canalo）                                                      | 2019年7月7日  |

#### 外傳
- 《騎士龍戰隊龍裝者THE LEGACY OF The Master’s Soul》


為本作的番外篇兼前傳，講述第一話中犧牲的三名大師（上任龍裝者）的故事。

## 超級英雄時間相關條目
- 2019春《假面騎士ZI-O》（第27-49集）
- 2019秋《假面騎士ZERO-ONE》（第1-25集）

## 海外播放

### 香港
香港無綫翡翠台於2020年3月8日至2021年2月7日期間每週日上午9時30分以雙語廣播播放粵語配音版和日語版，其中粵語配音版配上正體中文字幕經myTV SUPER網上直播及節目重溫，而網上直播及節目重溫則與電視播放版本同為雙語廣播，並加上可選繁體中文字幕。
| 香港 無綫翡翠台 星期日 09:30 - 10:00 | 香港 無綫翡翠台 星期日 09:30 - 10:00     | 香港 無綫翡翠台 星期日 09:30 - 10:00 |
| ------------------------------------ | ---------------------------------------- | ------------------------------------ |
|                                      | 騎士龍戰隊 （2020年3月8日-2021年2月7日） |                                      |
| 冰鎮企鵝仔                           | 冰鎮企鵝仔                               |                                      |

### 台灣
台灣東森幼幼台於2020年5月30日至2021年5月22日期間每週六上午7時30分首播國語配音版，並於隔週五下午5時30分重播。另外自2021年3月26日至6月1日期間，東森幼幼台YouTube頻道亦於每週一至五下午3時發佈一集。
| 台灣 東森幼幼台 星期六 07:30 - 08:00 | 台灣 東森幼幼台 星期六 07:30 - 08:00             | 台灣 東森幼幼台 星期六 07:30 - 08:00 |
| ------------------------------------ | ------------------------------------------------ | ------------------------------------ |
|                                      | 騎士龍戰隊龍裝者 （2020年5月30日-2021年5月22日） |                                      |
| 可愛巧虎島 第11季                    | Super Wings                                      |                                      |

## 外部連結
- 《騎士龍戰隊龍裝者》 朝日官方網站（页面存档备份，存于）（日語）
- 《騎士龍戰隊龍裝者》 東映官方網站（页面存档备份，存于）（日語）
- 《騎士龍戰隊龍裝者》 Twitter（页面存档备份，存于）（日語）
- 《超級戰隊敵方組織》 Twitter（日語）